# Txuvàixia
La República de Txuvàixia (rus: Чувашская Республика, Txuvàixkaia Respúblika; txuvaix: Чӑваш Республики, Çăvaş Respubliki), o Txuvàixia (rus: Чувашия, Txuvàixia; txuvaix: Чӑваш Ен, Çăvaş Yen), és una república de la Rússia europea. La seva capital és la ciutat de Xupaixkar/Txeboksari. Segons el cens del 2021, la seva població és d'1.186.909 habitants.

## Geografia

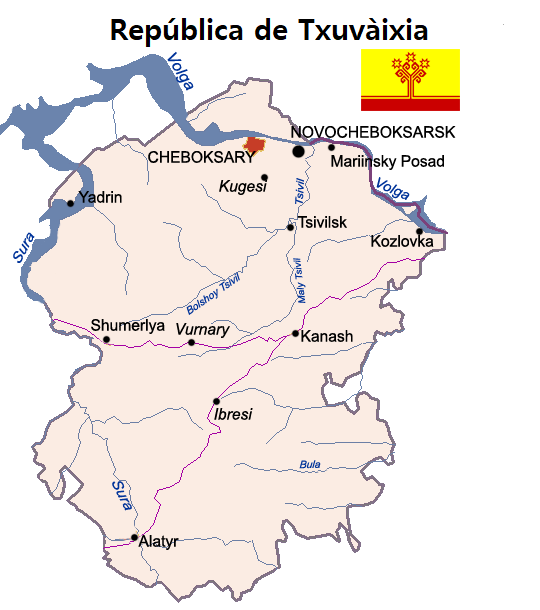
Mapa de la República de Txuvàixia

Amb una superfície de 18.300 km2, la República de Txuvàixia es troba al centre de la Rússia europea, gairebé enterament al marge dret del riu Volga. Forma part del districte federal del Volga i de la regió econòmica de Volga-Viatka. Limita amb la República de Mari-El al nord, l'óblast de Nijni Nóvgorod a l'oest, la República de Mordòvia al sud-oest, l'óblast d'Uliànovsk al sud i la República de Tatarstan a l'est i sud-est. En comparació al Mari-El veí, Txuvàixia està situada en un promontori, tot i que el seu punt més alt té només 286,6 msnm i el Volga, a l'alçada de Xupaixkar/Txeboksari està a 76 msnm. Tot i aquesta poca diferència d'alçada, el seu relleu està molt entretallat per nombrosíssims rierols que dificulten les comunicacions. Els principals rius són el Volga (Atăl, en txuvaix), el Surà (Săr) i el Tsivil (Śaval). Un dels embassaments del Volga es troba al nord de la república. El Volga, en gran part del seu recorregut per la república, separa Txuvàixia de Mari-El, al nord, mentre que el Surà flueix cap al Volga al llarg de gran part del límit occidental de la república. El clima és continental moderat, amb temperatures mitjanes que oscil·len entre -13 °C al gener fins a 19 °C al juliol. La precipitació anual oscil·la entre 450 i 700 mil·límetres, però és desigual d'un any a l'altre. Els recursos naturals inclouen guix, sorra, argila, dipòsits de sapropel, fosforita i torba. Hi ha petits jaciments de petroli i gas natural, que no s'exploten comercialment. Els boscos, que s'estenen majoritàriament al sud, al llarg del riu Surà, cobreixen aproximadament el 30% del territori.

## Història

### Edat mitjana
L'origen lingüístic dels txuvaixos es troba en els protobúlgars, tribus turqueses que residien а les estepes entre el mar Negre i el mar Caspi entre els segles v i viii. Al segle vii hi formaren una confederació anomenada Gran Bulgària. Després de desfer-se la confederació, entre els segles vii i viii, una part dels búlgars va emigrar cap als Balcans, on van establir el kanat búlgar del Volga. Una altra part es va traslladar a la regió del Volga mitjà, on van fundar la Bulgària del Volga. La Bulgària del Volga va adoptar l'islam el 922 (mig segle abans que el principat de Kíev no adoptés el cristianisme), com testimonia, entre altres Ibn Faldan, que va viatjar en una de les primeres ambaixades del califat de Bagdad a Bolgar.
L'estreta relació dels txuvaixos amb els pobles de llengua finoúgrica de l'àrea (maris, udmurts i mordovians) comença en aquesta època. S'han comptabilitzat molts manlleus en mari i, en menor mesura, en udmurt provinents del txuvaix, així com manlleus en l'altre direcció. Per exemple, els dies de la setmana en mari i txuvaix són calcs, excepte, potser, pel dilluns. També, mentre que la denominació «txuvaix» apareix en el segle xvi, entre els segles xvi i xviii es donava habitualment l'apel·lació de «txeremís» tant als maris com als txuvaixos, distingint entre «txeremissos del pla», a la riba esquerra del Volga, i els «txeremissos dels turons», a la dreta. Entre els segons no es distingien els txuvaixos dels actuals maris dels turons. Les semblances en els modes de vida, vestit, religió i simbologia van fer que alguns lingüistes del segle xix classifiquessin el txuvaix com una llengua finoúgrica amb fortes influències turqueses en comptes de pròpiament turquesa. El fet que les banderes de Txuvàxia, Mordòvia, Mari-El i Udmúrtia continguin totes una representació del sol amb una forma de polígon de vuit costats mostra encara aquesta antiga relació, així com la semblança en els noms de Txuvàixia en txuvaix (Çăvaş Ien) i de Mari-El (l'El de Mari-El és un manlleu del mari al txuvaix).
La Bulgària del Volga va desaparèixer a causa de la conquesta mongola. Els enfrontaments en els anys 1223, 1229, 1232 i 1236-1242 van devastar el territori. El 1243 el territori va entrar a formar part de l'Horda d'Or. Això va comportar una migració de part de la població al nord i a l'oest, cap a regions més boscoses, on era més fàcil amagar-se, particularment a la regió de Kazan i en el curs del Tsivil/Śaval, a l'actual Txuvàixia. Xupaixkar podria haver-se fundat en aquest període. Al segle següent, les expedicions de Tamerlà 1391 i 1395 van portar més devastació a la zona, reforçant els moviments de població. Aquestes poblacions devien mantenir la religió tradicional, o haver-se islamitzat molt superficialment, perquè els txuvaixos fins a mitjans del segle xviii mantingueren, bàsicament, la seva religió tradicional.
La qüestió de la relació de la relació entre la Bulgària del Volga i els pobles actuals txuvaix i tàtar ha estat motiu d'una forta polèmica entre les historiografies txuvaixa i tàtara, particularment entre la segona meitat dels anys 1940 i la perestroika. El 9 d'agost de 1944, el Comitè Central del PCUS va declarar que les lloances dels «enemics jurats tataromongols» podrien amagar tendències antirusses i antisoviètiques. Això estava lligat amb un discurs oficial que, des del final dels anys 1930, rehabilitava les grans figures del nacionalisme rus (per exemple, amb la pel·lícula Alekandr Nevski de 1938). Aquest discurs, en el curs de la Segona Guerra Mundial i anys successius, només va incrementar-se. Alhora, no es pot descartar un vincle amb la deportació dels tàtars de Crimea, decretada dos mesos abans. L'abril de 1946, l'Acadèmia de Ciències de l'URSS va fer una declaració contra la identificació entre els tàtars del Volga i els «tataromongols» i contra el «nacionalisme tàtar». En aquells anys també apareixia a la Unió Soviètica una nova disciplina històrica, l'«etnogènesi» que pretenia científicament identificar com havien sorgit els pobles actuals, presentats d'una manera molt essencialitzada. El resultat va ser que els medievalistes tàtars no va tenir més opció que la de reclamar unes arrels búlgares per als tàtars del Volga, minimitzant l'aportació kiptxak posterior lligada a la invasió mongola. La teoria no manca de fonament perquè és inqüestionable que hi ha hagut una continuïtat entre, almenys, una part de la població islamitzada búlgara i part dels tàtars musulmans posteriors. La teoria txuvaixa que declara els txuvaixos com a únics descendents legítims dels búlgars del Volga es basa en gran part en la continuïtat lingüística, però no explica la relació entre el «paganisme» txuvaix i l'extensió de la islamització a la Bulgària del Volga (que mostra, per exemple, el canvi de direcció de les tombes) i deixa de banda la profunda relació secular entre els txuvaixos i els parlants de llengües finoúgriques de l'àrea (particularment amb els udmurts i, sobretot, amb els maris).

### Període tsarista
La guerra de conquesta d'Ivan el Terrible contra el kanat de Kazan, successor de l'Horda d'Or, va convertir les terres dels txuvaixos i els maris en el pas obligat de les ràtzies russes contra els tàtars. En conseqüència, el 1551 representants txuvaixos i maris van jurar lleialtat al Gran Ducat de Moscou. L'any següent, Kazan i el seu kanat van caure. Els txuvaixos, però, van mantenir una àmplia autonomia, amb els russos limitant-se a establir alguns forts i col·lectar impostos. Com en el cas de nombroses altres minories nacionals de Rússia, la historiografia russa i soviètica han representat, en general, la incorporació dels txuvaixos a Moscòvia com a una decisió lliure i col·lectiva, feta per uns representants del poble davant d'Ivan IV. La descripció sembla poc creïble donat que no existia una unitat política que permetés l'existència de figures representatives del conjunt dels txuvaixos. També les cròniques russes de l'època contradiuen aquesta presentació, ja que, per una banda, donen compte d'una successió de delegacions txuvaixes que fan homenatge a Ivan, a Sviajsk i Moscou, i, per altre, anomenen la participació de txuvaixos en alguns dels alçaments antirussos després de la presa de Kazan.

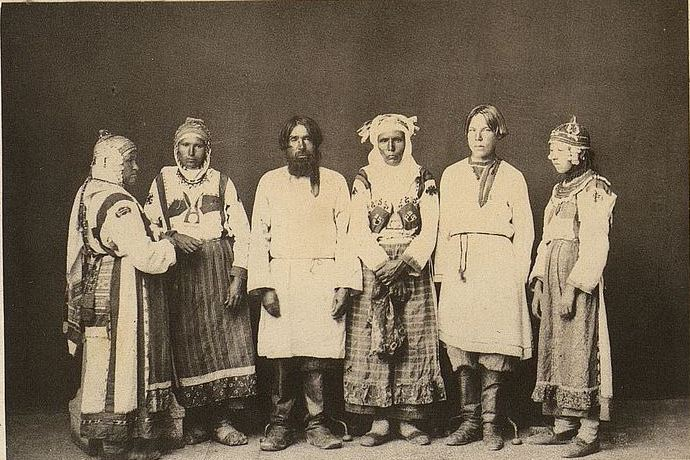
Txuvaixos no batejats el 1870

La certa autonomia de la població txuvaixa va anar reduint-se al llarg del segle xviii, en el marc del procés de modernització de l'Imperi Rus. En aquest marc, els txuvaixos van patir una campanya de cristianització forçosa a mitjans de segle, amb diferents repeticions fins al començament del segle següent. Part de la població fugí cap a l’est i el sud, on encara alguns grups mantenen la religió tradicional. Aquest patró es troba en altres pobles de l'àrea, com els maris, que tanmateix van aconseguir van aconseguir mantenir millor la seva religió tradicional a la diàspora. Per a la gran majoria dels txuvaixos, la cristianització fou superficial i portà a un sincretisme amb la religió tradicional, en part perquè els capellans russos, que es traslladaven a les seves famílies, no parlaven txuvaix. La conversió, però, no tragué els txuvaixos de la seva marginalització, passant de ser considerats «nous creients» en comptes de «pagans». La cristianització vingué associada a l'adopció de noms «cristians», és a dir russos, al mateix temps que es van començar a difondre els cognoms. Els cognoms txuvaixos, en la seva immensa majoria, provenen de noms de bateig, rarament de professions o topònims. Tot plegat fa que els noms i cognoms txuvaixos, com altres pobles cristianitzats a la mateixa època, com els maris o els sakhàs, no es distingeixen dels russos. Tanmateix, formes hipocorístiques en txuvaix dels prenoms han estat oralment emprades relativament sovint, i ho són encara fins a cert punt avui.

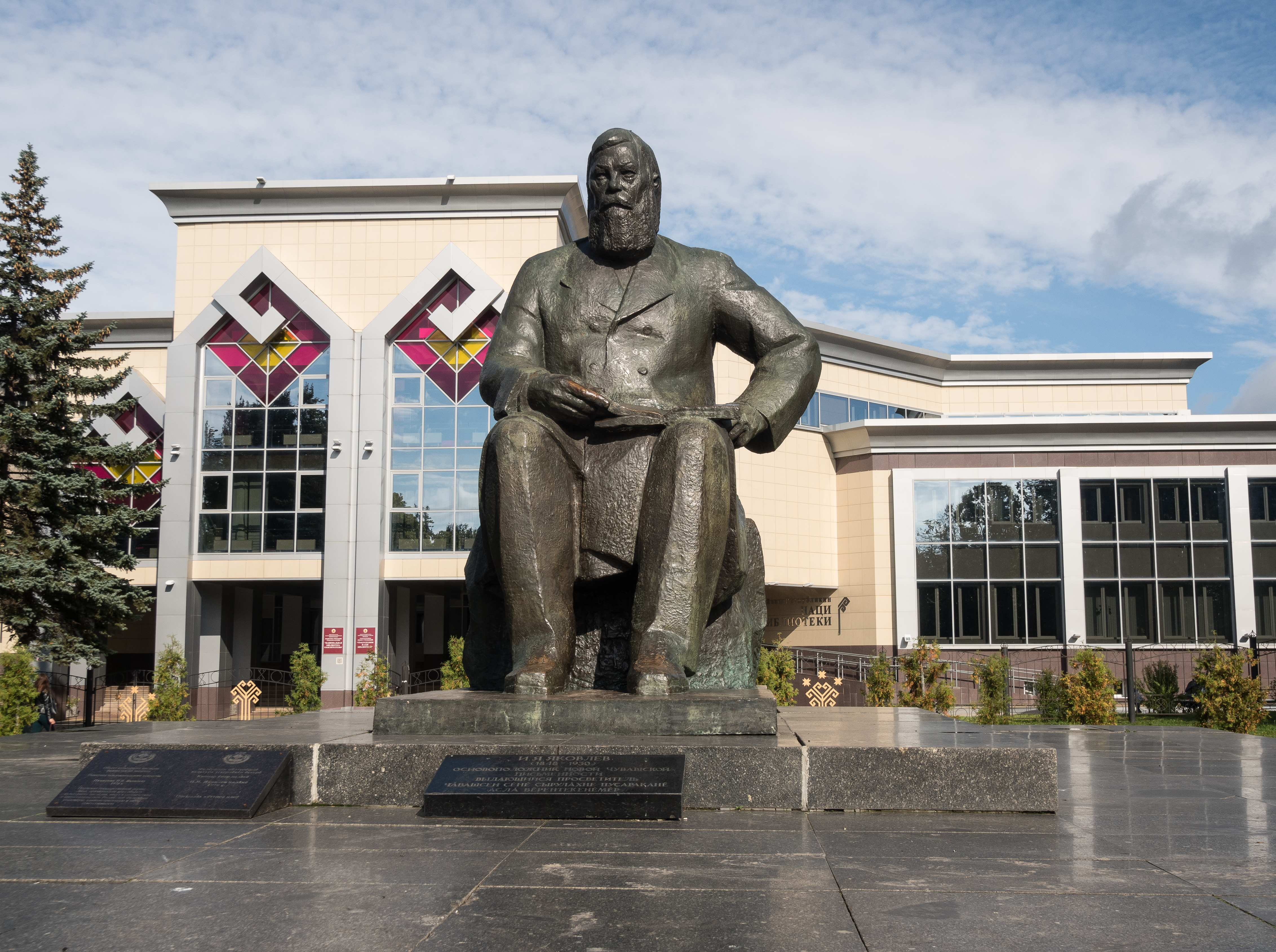
Estàtua d'Ivan Iàkovlev davant la Biblioteca Nacional de Txuvàixia, a Xupaixkar

Un creixement de les conversions a l'islam a mitjan segle xix va provocar un intent de consolidar la cristianització de part de la població no russa de la regió del Volga. Sota la guia del professor de la universitat de Kazan Nikolai Ilminski, es fundaren escoles que, partint d’un ensenyament inicial en les llengües de les minories nacionals, acabava en una instrucció exclusivament en rus. Un deixeble d’Ilminski, Ivan Iàkovlev, va idear un sistema d’escriptura per al txuvaix, que és la base de l'ortografia actual, i fundà una escola txuvaixa a Simbirsk. Aquesta esdevingué l’escola normal on es formaren prop d’un miler de futurs mestres d’escola. Iàkovlev ser també traductor de nombrosos textos bíblics i religiosos. Amb el suport d’Ilià Uliànov, el pare de Lenin, que era el cap de la inspecció d’educació de Simbirsk, fundà desenes d’escoles txuvaixes. El 1913, hi havia 426 escoles primàries txuvaixes, 27 «primàries superiors» i 10 secundàries, amb un 60% de l’alumnat txuvaix escolaritzat. El grau d’escolarització dels txuvaixos s’havia igualat al dels russos, tot i que el retard que portaven els txuvaixos feia que el nivell d’analfabetisme en el global de la població es mantenia molt superior al dels russos i tàtars. El 1917, prop d’un centenar de txuvaixos havien acabat la universitat. El nombre de capellans txuvaixos també s’havia multiplicat, passant de 2 a 140 en menys de trenta anys. La publicació de llibres en txuvaix va créixer d’un total de 14 apareguts fins a 1871 a 725 en el període 1872-1917, dos terços dels quals eren religiosos.

### Revolucions de 1905 i 1917, guerra civil i inici del moviment nacionalista txuvaix
Al llarg dels primers anys del segle xx, la proporció de llibres religiosos va començar a disminuir notablement, mentre s’anava desenvolupant una emergent literatura nacional. Després de la revolució de 1905 i amb la relaxació de la censura, s'inicià una nova etapa del moviment nacionalista txuvaix, amb l'inici d'un activisme polític organitzat i el començament de reinvindicacions autonomistes. Una fita d'aquest procés fou la fundació a Kazan, el gener de 1906, de Hıpar (Notícia), el primer diari en txuvaix, però va ser clausurat per les autoritats el maig de 1907, quan l’autocràcia tsarista va ser restablerta. Del sistema concebut per Ilminski per assimilar les minories nacionals i reforçar l’autocràcia, havien sorgit figures que van liderar les demandes dels txuvaixos a partir de 1905. Entre elles, Gavril Aliúnov (1876-1921), un socialista revolucionari i membre del comitè antibolxevic que va governar Kazan entre 1918 i 1919, i Danil Elmén (1885-1932), el futur líder del Partit Comunista a Txuvàixia i de la Província Autònoma Txuvaixa. Hıpar va tornar a aparèixer a Kazan després de la revolució de Febrer, el maig de 1917.
La revolució de febrer de 1917 donà un nou impuls al moviment nacionalista txuvaix. El 22 de març de 1917 es fundà a Kazan la Unió de les Petites Nacionalitats de Volga, un dels fundadors del qual fou el filòleg, professor de la Universitat de Kazan Nikolai Nikolski, fundador i editor de Hıpar el 1906-1907. La Unió organitzà una congrés a Kazan del 15 al 22 de maig. El juny, a Simbirsk, tingué lloc el primer Congrés Txuvaix que fundà la Societat Nacional Txuvaixa. El mateix mes es creà també l'organització txuvaixa dels socialistes revolucionaris, sota la direcció d'Aliúnov, que esdevingué l'organització política més important del nacionalisme txuvaix. Altres organitzacions txuvaixes significatives que es crearen van ser el Consell Militar Central de Txuvaix (Kazan, gener/febrer 1918), que va reanomenar Hıpar «Kanaş» («soviet, consell»), Comitè Socialista d'Esquerra Txuvaix (Kazan, febrer 1918), que coedità Kanaş, i els Socialistes-Nacionalistes Txuvaixos (Kazan, febrer-març 1918). El 1918, es fundà un segon diari, efímer, en txuvaix a Simbirk: Śĕnĕ purnăś (Nova vida). Durant la Guerra Civil aparegueren dos diaris més en txuvaix: Śuttalla (Cap a la llum), a Simbirsk, i Hĕrlĕ ural (Ural roig), a Ufà.
El març de 1918 els socialistes revolucionaris txuvaixos es van dividir entre una ala esquerra majoritària, liderada per Elmén, que s'alià als bolxevics, i una dreta, amb Aliúnov, que s'alià amb els «blancs» en la Guerra Civil que s'iniciava. Al mateix temps, s'organitzaven seccions txuvaixes en els comitès de direcció en les principals gubèrnies amb població txuvaixa: Kazan, Simbirsk, Ufà, Samara i Saràtov. Durant la Guerra Civil, Kazan canvià de mans. En caure del costat dels blancs, el vicecomissari d'afers txuvaixos va ser afusellat. Després de presa de la ciutat pels bolxevics, la redactora de Hıpar i organitzadora de la Unió de Dones Txuvaixes Agàfia Gavrílova va ser afusellada per la txekà. Aliúnov fugí, però fou després detingut i morí a la presó de Kazan el 1921.

### Època soviètica

#### 1917-1929

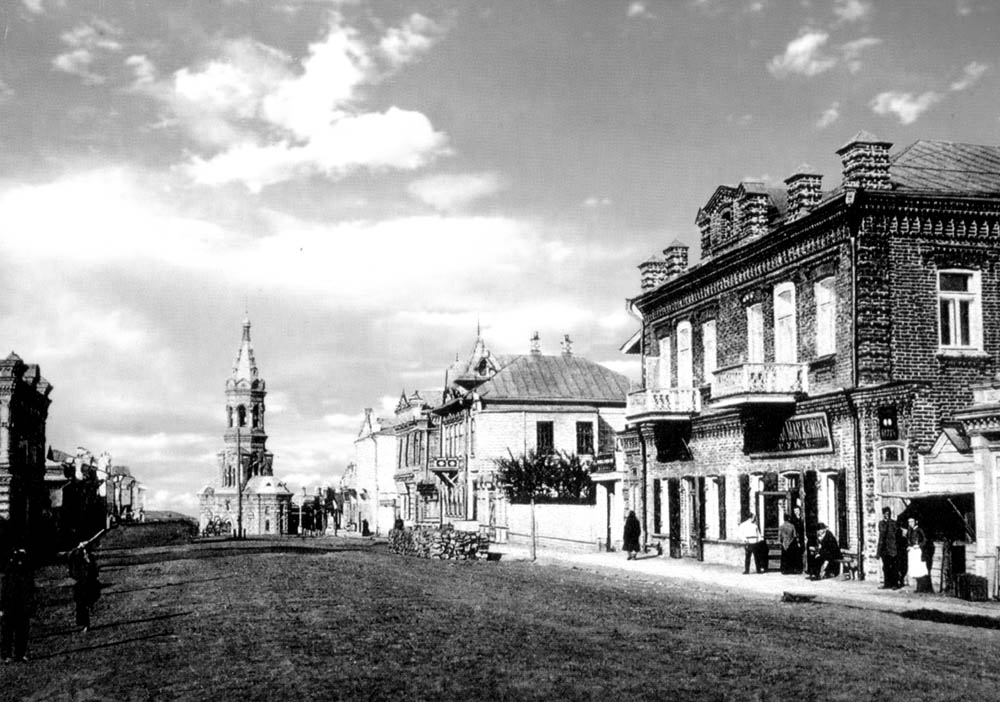
Alàtir, cap a 1910

En el marc de la reestructuració administrativoterritorial de l'estat soviètic, el 24 de desembre de 1920 es va formar l'Óblast Autònom de Txuvàixia dins de la RSFS russa. Simbirsk, Kazan i Ufà, les ciutats en què es concentraven la premsa i les institucions culturals i polítiques txuvaives, quedaren fora de les fronteres establertes. La capital es fixà a la població més gran, Xupaixkar, que comptava llavors uns 10.000 habitants. El 1925, es van redefinir les fronteres, donant gairebé enterament el marge dret del Volga, sense població txuvaixa, a la Regió Autònoma dels Maris i integrant petites parts de la República Autònoma Tàtara poblades majoritàriament per txuvaixos. Després d'un llarg debat, no s'inclogué Simbirsk, però Txuvàixia va rebre la ciutat d'Alàtir, de 30.000 habitants, i la regió circundant, encara que pràcticament no hi vivien txuvaixos. Alàtir hauria de dotar la nova República Autònoma Socialista Soviètica Txuvaixa, sancionada l'abril de 1925, d'una base industrial. La capital va romandre a Xupaixkar. Amb aquests canvis, el cens de 1926 indicà un 78% de població txuvaixa i un 16,5% de russos, amb un 95% de la població rural.
El 1918 i el 1919, la Guerra Civil va incidir sobre la zona, però sobretot van ser les requisicions governamentals del «comunisme de guerra» decretat per les noves autoritats bolxevics el 1921 les qui van devastar la regió. El febrer de 1922 es comptabilitzava que el 70% dels 850.000 habitants de l'Óblast patia fam i més de 12.000 persones en moriren.

#### La «indigenització»

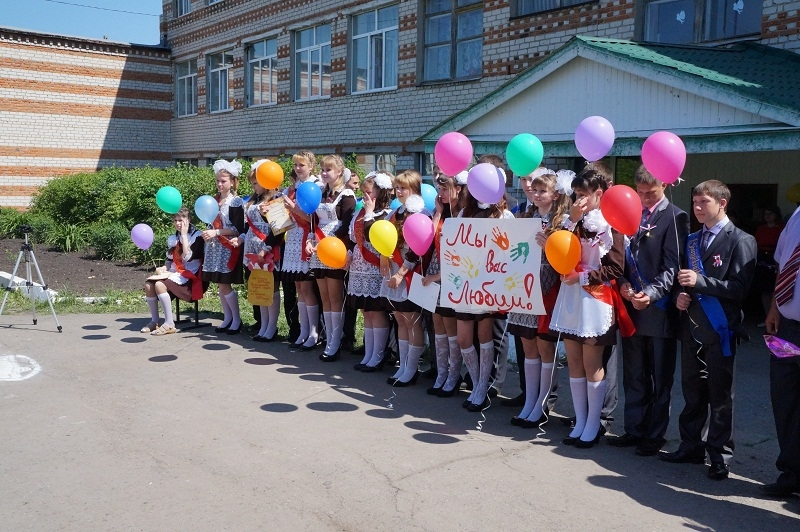
Escola de Txuvàixia

Durant els anys 1920 es va aplicar la política de la «indigenització» (rus: korennizàtsia). Aquesta política cercava apropar l'administració del poble promovent, entre altres coses, l'accés a l'ensenyament i a l'administració d'estrats socials fins llavors exclosos. En el cas de les regions amb un gran nombre de població no russa, això implicava l'ús de les llengües de les minories nacionals en l'educació i l'administració. Així, d'un costat, es posaren en marxa grans campanyes d'escolarització dels infants i d'alfabetització de la població adulta en la seva llengua materna. Si l'1 de gener de 1924 hi havia a Txuvàixia 612 escoles on estudiaven 43.800 nenes i nens, el curs 1927/28 n'hi havia 917 i 72.000, respectivament. En particular, mentre que gairebé no hi havia nenes que estudiessin a les escoles txuvaixes abans de la Revolució, el curs 1925/26 formaven el 25,5% de l'alumnat i en el curs 1929/30, el 40,6%. Per altra banda, a partir de 1919 s'inicià a tota l'URSS una campanya d'alfabetització de la població adulta. El 1917 es comptabilitzava a Txuvàixia un 18% de població alfabetitzada i, en particular, un 4% de la població femenina.  Després de campanyes continuades contra l'analfabetisme, segons els censos de població, el 1926 el 54,2% de la població de Txuvàixia entre 9 i 49 anys sabia llegir i escriure i, el 1939, el 91%. En paral·lel, el 1922, el govern txuvaix establí la plena validesa i igualtat jurídica dels documents redactats en txuvaix. Se n'encoratjà l’ús en l’administració i la justícia. Això obligava a un increment dels funcionaris amb coneixements de txuvaix. El nombre de funcionaris de nacionalitat txuvaixa en els òrgans de l’administració pública de Txuvàixia va passar de 40% el 1924 al 54% el 1932, amb un total de 63% de funcionaris amb coneixements de txuvaix.

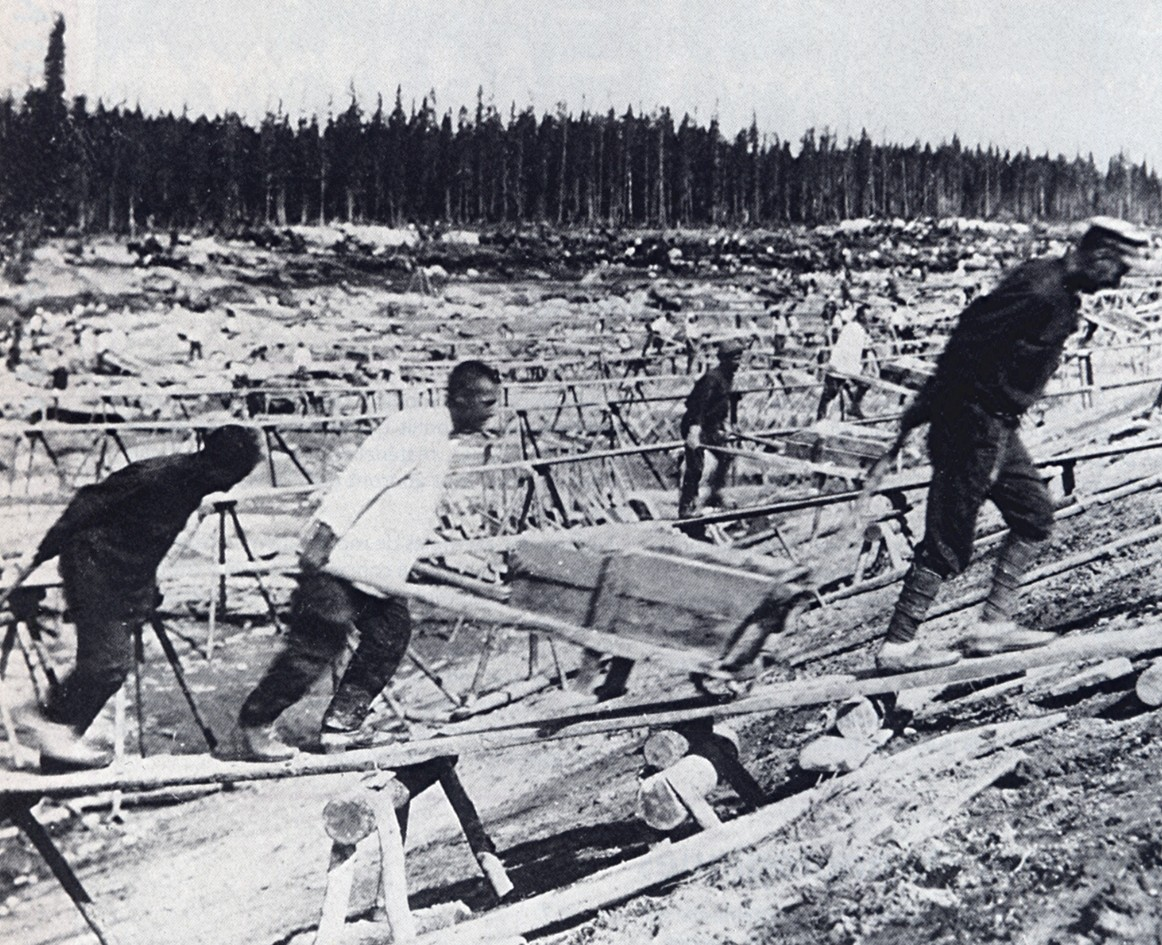
Obres de construcció del canal Mar Bàltic - Mar Blanc per part de presos polítics, un dels quals fou el filòleg txuvaix Fiódor Timoféiev, que hi morí

Els grans canvis polítics, econòmics i socials arran de la Revolució de 1917 van portar a una allau de termes nous en totes les llengües de l'URSS. El txuvaix, a més, estava confrontat a uns nous usos com a llengua administrativa i judicial. Això va causar llargs debats durant els anys 1920 i primera meitat dels anys trenta sobre la forma d'incorporar neologismes a la llengua. El fet que, en la seva immensa majoria, provenien del rus i que la fonologia del rus i del txuvaix era molt diferent, el problema era difícil de resoldre. A partir de finals dels anys vint, la violència política s'incrementa a Txuvàixia, com arreu de l'URSS, amb relació a la finalització de la Nova Política Econòmica, l'inici de la planificació econòmica, la col·lectivització de les terres i la campanya contra els «kulaks». La col·lectivització va trobar a Txuvàixia una notable oposició passiva, com mostra el fet que el 1938 només estaven col·lectivitzades un 73% de les explotacions agrícoles, mentre que en el conjunt de l'URSS n'eren el 93%.

#### Els anys trenta
La violència anà en augment al llarg dels anys trenta. Si ja el 1928 alguns intel·lectuals txuvaixos eren titllats per part de les autoritats com a «kulaks», el 1937 els defensors d'escriure en txuvaix «tiktatura», «propakanta» i «çentar» en comptes de «diktatura», «propaganda» i «tsentr», com en rus, van ser acusats de «nacionalistes burgesos, actuant de concert amb una banda d’assassins de la dreta trotskista». Amb el Gran Terror filòlegs i intel·lectuals txuvaixos de primer rang foren al gulag, on la majoria hi va morir.

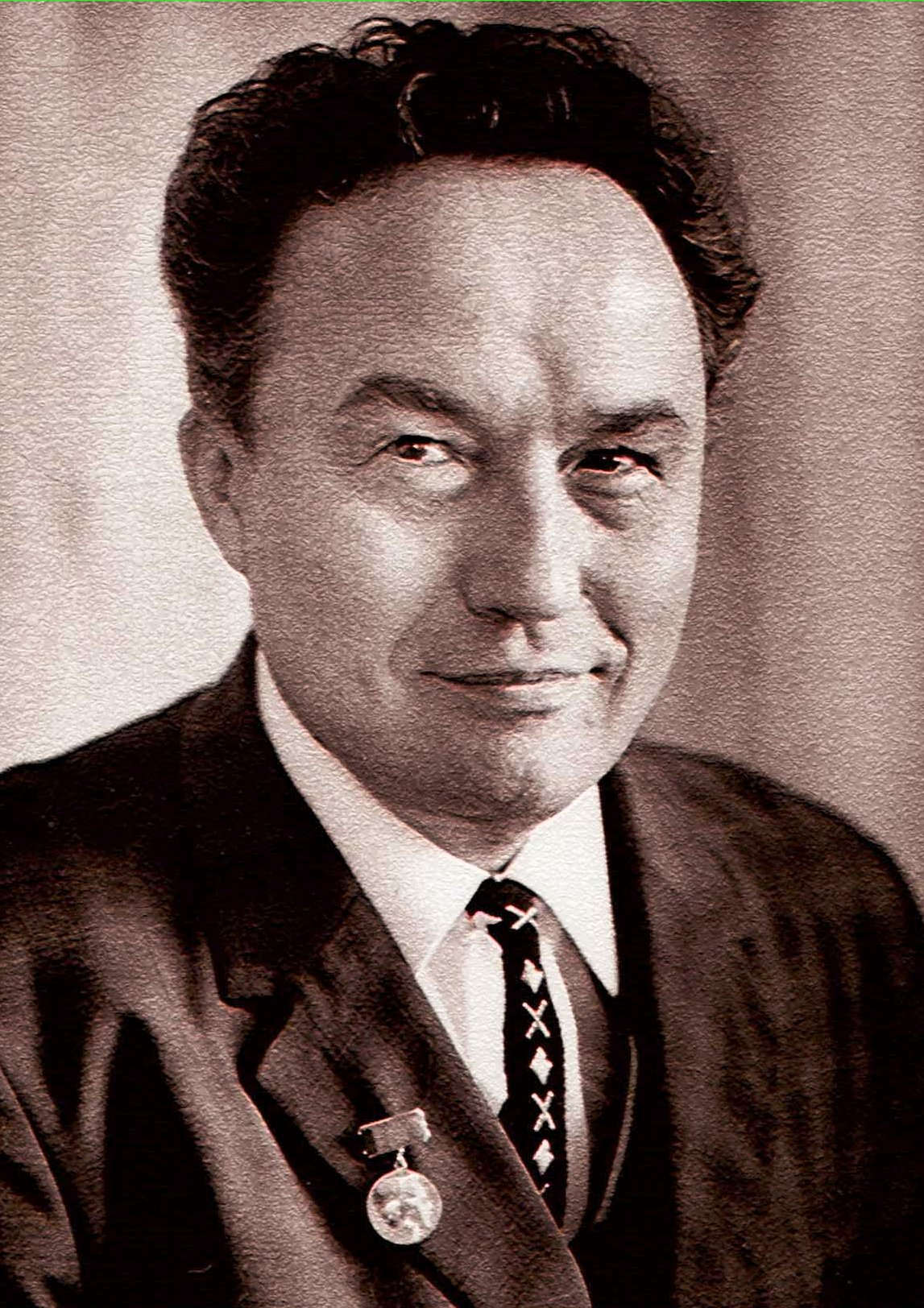
Pĕter Husankay (1907-1970), anomenat «poeta nacional de Txuvàixia» el 1950, va ser arrestat el 1937 per «nacionalisme»

La gran majoria de les institucions culturals van resultar tocades. Van ser arrestats, entre molts altres, el director de l'Institut Txuvaix de Recerca Sociocultural, el director de l’Escola Normal Superior, el director del Teatre Txuvaix, el director de la Filarmònica Txuvaixa, el director de l'orquestra simfònica de Txuvàixia, el primer president de la Unió d'Escriptors Txuvaixos i el primer director del Museu Central de Txuvàixia. Tots els treballadors de l'Institut Txuvaix de Recerca Sociocultural van ser acomiadats i diversos investigadors, condemnats. Per a una petita república molt rural amb nivells d'instrucció generalment encara molt baixos, les conseqüències d'aquest daltabaix van resultar més que considerables i duradores.
Entre els artistes i intel·lectuals txuvaixos afusellats durant el terror estalinista es compten: 
Roman Ivanov (1884-1938, mestre, escriptor, traductor), 
Iósif Liúblin (1906-1938, pianista, compositor, musicòleg, director de la Filarmònica Txuvaixa),
Konstantín Prokópiev (1872-1938, etnògraf, capellà) i 
Grigori Timoféiev (1878-1937, escriptor).
Entre els intel·lectuals txuvaixos morts al gulag en aquest període hi ha: 
Arkadi Aris (1901-1942, escriptor i traductor),
Siguizmund Gàber (1896-1946, director de l'orquestra simfònica de Txuvàixia),
Ivan Gordéiev (1894-1942, poeta, periodista),
Fiódor Timoféiev (1887-1941, filòleg),
Aleksandr Ivanov (1897-1942, periodista, cap de la Cambra del llibre de Txuvàixia),
Yemelyan Maten (1893-1941, professor de literatura a l'Escola Normal Superior),
Timofei Matvéiev (1884-1939, filòleg),
Aleksey Milli (1894-1942, periodista, poeta, etnògraf),
Pĕterĕ Mitta (1910-1944, escriptor),
Nikolai Nevérov (1888-1942, professor universitari, primer director dels museus de Txuvàixia), Nikolai Patman (1895-1945, escriptor),
Aleksandr Porubinovski (1876-1941, cantant d'òpera, professor del conservatori), Mikhaïl Serguéiev (1897-1942, periodista, exdirector de l'Institut Txuvaix de Recerca Sociocultural, exministre d'educació),
Nikolai Șupuśśınni (1889-1942, poeta, traductor, director de l'Institut Txuvaix de Recerca Sociocultural),
Mikhaïl Tinehpi (1877-1938, etnògraf, historiador),
Vassili Toksin (1899-1942, periodista),
Hvetĕr Turhan (1876-1932, poeta),
Yakku Turhan (1874-1938, poeta, traductor),
Nester Yankas (1909-1942, escriptor, traductor).

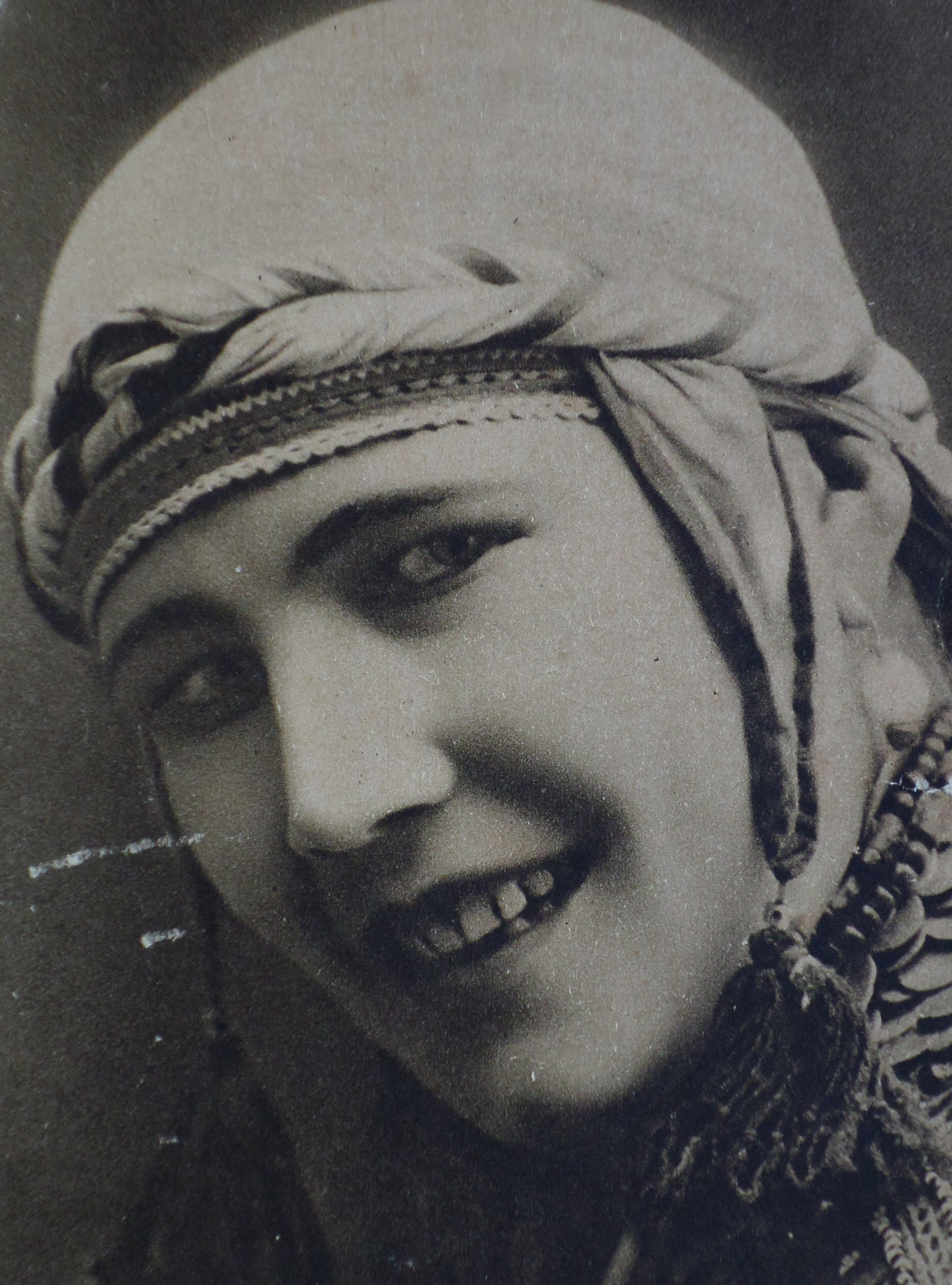
Fotografia dels anys vint de l'actriu Tani Yun

Cal tenir en compte que, entre els qui van sobreviure als anys al gulag, normalment vuit o deu, alguns van tornar a ser condemnats poc després de sortir en llibertat, com Vassili Mitta (privat de llibertat entre 1938 i 1947 i, de nou, entre 1949 i 1954), Ivan Salambek (condemnat el juny de 1941 i, de nou, a vuit anys el 1948), Vassili Krasnov-Asli (condemanat a vuit anys el 1937 i, altra vegada, el 1949), Aleksandr Lbov (detingut l'octubre de 1937 i condemnat a deu anys i, de nou, detingut el 1949) o el ja citat Aleksandr Porubinovski (condemnat el 1935 i de nou el 1941, any de la seva mort en un camp de treball a Alàtir).
Entre les artistes i intel·lectuals represaliades durant el Terror es compten la pintora i poetessa Liudmila Aktsínova (1910-1997), la periodista i organitzadora del moviment per les dones Antonina Nuhrat (1900-1983), la pedagoga i periodista Ievdókia Vanerkke (1889-1971) i l'actriu de teatre i cinema Tani Yun (1903-1977).

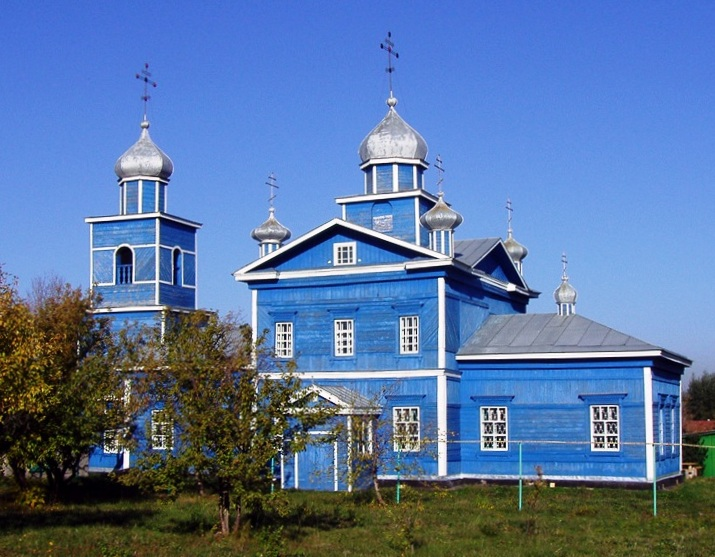
Església de Kĕlmĕkassi/Klímovo (districte de Yĕpreś/Ibresi). El 1936 va ser tancada al culte i el 1937, convertida en graner

A part cal consignar la repressió sobre els clergues. En particular, tres bisbes txuvaixos van ser executats: Amfilokhi (1885-1937), German (1883-1937) i Guri (1880-1937).
Entre les pèrdues causades pel Terror, no només cal tenir en compte les humanes. Les obres de diferents escriptors i artistes van ser eliminades. Així, en una aparent contradicció, a mesura que en els anys trenta les sales de cinema es multiplicaven a la república, es suprimia el cinema txuvaix. En els seus sis anys d'existència (1926-1932), la productora Txuvaixkino va realitzar set llargmetratges i tres documentals. Tanmateix, després de la condemna del director i protagonista de la majoria de les pel·lícules, Ioàkim Maksímov-Koixkinski (1893-1975), les còpies van ser destruïdes.
En paraules de l’escriptor Śemyon Elker, nascut el 1894, després de 1938, «dels escriptors de més edat, només quedàvem Çaldun, Ivan Muçi i jo» Generalment s’avalua en com a mínim 14.000 els represaliats a Txuvàixia entre 1920 i 1953, tot i que treballs més recents consideren aquesta xifra infravalorada. A Txuvàixia, només el 1937, l'NKVD efectuà 2856 detencions, 613 de les quals conclogueren en condemnes a mort.

#### De la II Guerra Mundial a la perestroika

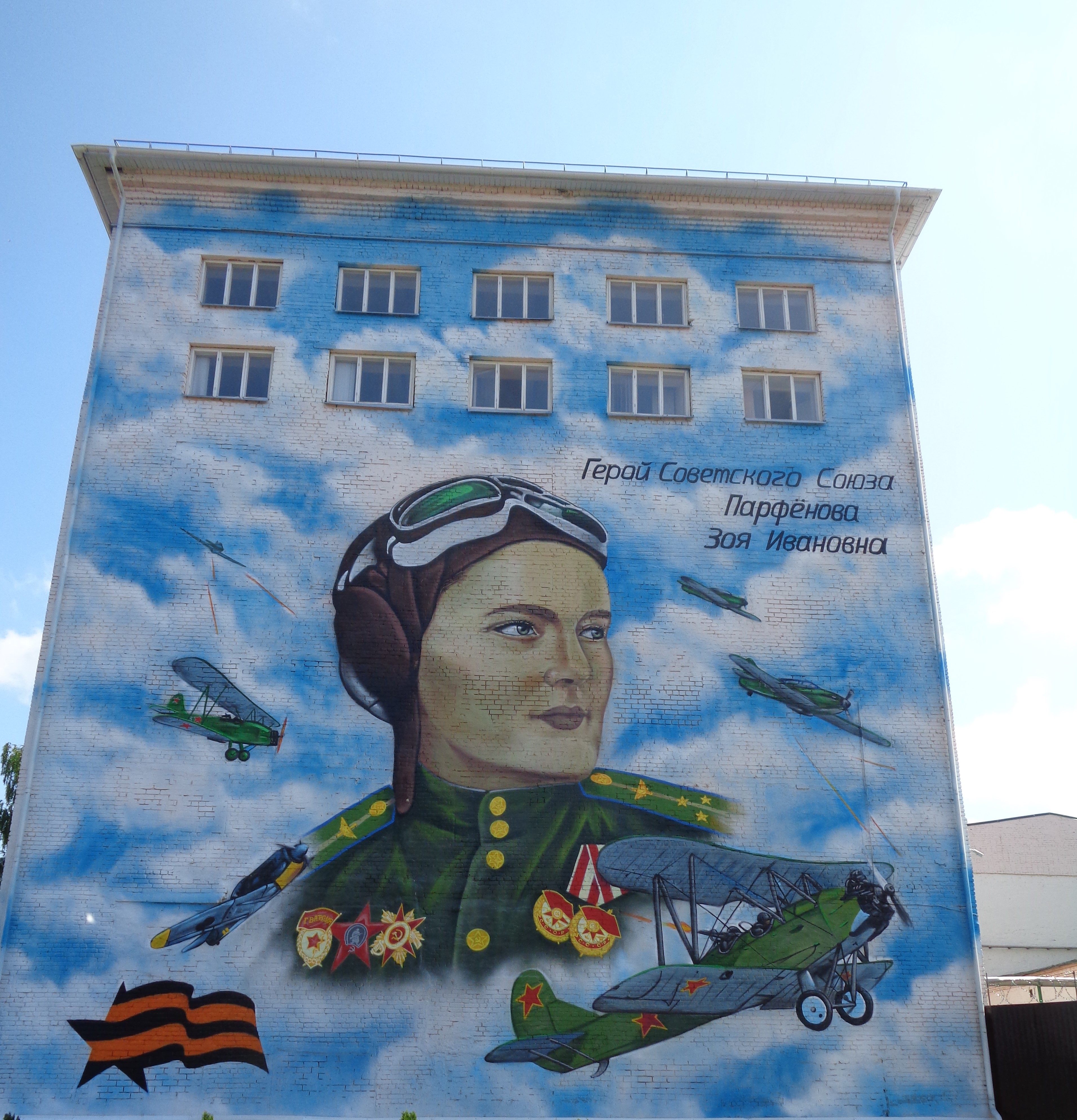
Mural en record de Zoia Parfiónova (Alàtir, 1920-Moscou, 1993), subcomandant d'esquadró de bombarders, heroïna de la Unió Soviètica

La invasió alemanya de l'URSS, el 1941, va provocar el desplaçament de part de les indústries de les regions occidentals cap a l'interior del país. Algunes d'elles van ser traslladades a Txuvàixia, alhora que van aparèixer noves fàbriques lligades a l'esforç militar. Així la guerra va incrementar significativament la industrialització de la república, tot i que la manca d'electricitat en dificultava un creixement més gran.  La inauguració d'una nova central elèctrica a la riba esquerra del Volga, el 1950, va donar un impuls a la industrialització de Xupaixkar.  La formació dels quadres representava, però, un problema. En els anys cinquanta la majoria dels quadres i enginyers eren persones amb formació insuficient, que havien après per la pràctica. El desembre de 1956, dels 671 directors d'empresa, enginyers en cap, especialistes en cap i caps de departaments de producció, només el 18% tenia estudis superiors i el 23% tenien estudis secundaris especialitzats. En total, dels 3.072 caps d'empreses industrials i personal d'enginyeria i tècnic de la república, el 40% tenia estudis superiors о secundaris especialitzats. Tanmateix, el 1954, Txuvàixia, que comptava amb prop d'1 milió d'habitants, continuava essent una regió molt àmpliament agrícola amb menys de 40.000 treballadors industrials, més del 20% dels quals treballaven a la indústria de la fusta.

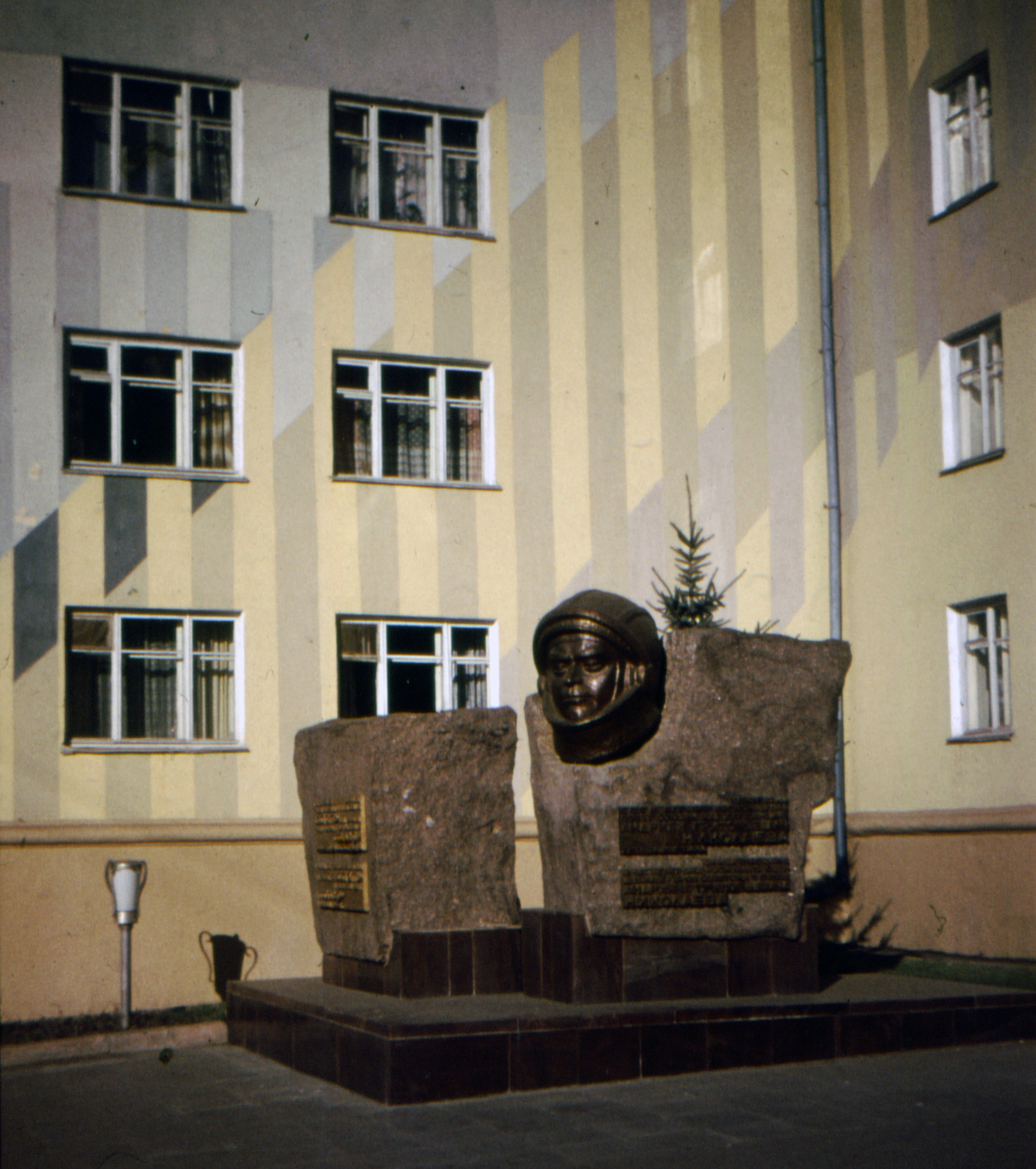
Xupaikar. Monument al cosmonauta Andrian Nikolàiev

L'11 d'agost de 1962, va ser llançat a l'espai la nau Vostok 3, a bord de la qual hi havia el tercer cosmonauta soviètic i el primer no rus dels tres, el txuvaix Andrian Nikolàiev. La nau va orbitar 64 vegades al voltant de la terra al llarg de quatre dies. Nikolàiev es va convertir en un heroi a Txuvàixia i, possiblement, en el personatge històric més popular de Txuvàixia encara avui, juntament amb Ivan Iàkovlev.
Durant els anys cinquanta i setanta s'endegaren grans projectes d'industrialització. L'any 1953 s'inaugura a Xupaixkar la Fàbrica d'Agregats, dedicada a la producció de recanvis per a maquinària d'automoció, industrial i agrícola. L'any 1960 es llança la construcció de Śĕnĕ Şupaşkar/Novotxeboksarsk com a ciutat satèl·lit de Xupaixkar. L'objectiu era crear una ciutat associada a Himprom, una nova gran fàbrica química. La construcció de la nova ciutat va ser l'objecte d'enormes inversions durant els anys seixanta, assolint 40% del pressupost de la república durant els anys 1967 i 1968. Himprom va començar a funcionar el 1964. Entre els anys 1971 i 1974 va patir una gran ampliació. El 1972 es va començar a construir i el 1975 es va inaugurar a Xupaixkar la fàbrica de tractors Promtraktor, que esdevindria una de les majors empreses de la república. Entre 1950 i 1979 la part dels treballadors en les branques d'enginyeria mecànica i metalúrgia va incrementar-se del 20,6% al 52,9% dels treballadors industrials. Per donar abast a les noves necessitats en electricitat de la indústia, el 1968 es van iniciar les obres de la central hidroelèctrica de Xupaixkar sobre el Volga, situada al costat de Śĕnĕ Şupaşkar. La central va entrar en explotació el 1981. Es tracta d'una presa de formigó de 120 m de llarg unes preses de terra amb una longitud total de 3355 m i una resclosa d'una sola cambra de dos carrils. La longitud total del front d'aigua és de 4480 m. La potència instal·lada és de 1404 MW, la producció mitjana anual dissenyada és de 3310 GWh, però la producció anual real és de 2100 GWh a causa de la reducció del nivell de l'embassament a 63 m en comptes dels 68 previstos. La presa forma l'embassament de Xupaixkar, amb una superfície de 2182 km2.
Aquestes transformacions van anar aparellades a importants canvis socials. Particularment important va ser l'èxode rural, facilitat pel fet que des de mitjan anys cinquanta els membres dels kolkhozos van començar a rebre passaports interiors, la qual cosa era imprescindible per poder deixar els seus pobles d'origen. Així, el 1959, segons el cens, la població rural de la república representava el 75,6%. El 1970 va passar al 64,3%; el 1979, al 54,0% i el 1989, al 42,1%. En aquest període, Xupaixkar creix de 104.000, el 1959, a 433.000 habitants, el 1989, i Śĕnĕ Şupaşkar n'assoleix 116.000. Aquestes dues poblacions sumen el 41% de la població el 1989.
El nivell d'instrucció també es va incrementar. El 1948, l'ensenyament obligatori va passar a ser de 7 anys i, el 1958, a 8. L'alumnat de les escoles professionals va créixer de 6200 en el curs 1950/51 a 24.200 a mitjan anys vuitanta. El primer centre d'ensenyament de rang universitari a Txuvàixia fou l'Escola Normal Superior, inaugurada el 1920. L'any següent s'inaugurà una «facultat dels treballadors» que va estar en funcionament fins al 1931. Aquell any es fundà l'Institut Agrícola. El 1958 es va obrir una filial d'una universitat del Nijni Nòvgorod i el 1961, d'una de Moscou, la qual el 1968 esdevingué la Universitat de Txuvàixia, el primer centre superior pròpiament universitari amb seu a Txuvàixia.
En paral·lel amb aquests canvis, es produí una russificació de l'ensenyament. El febrer de 1936, es va decretar que a les escoles de Txuvàixia les classes es fessin en rus a partir de vuitè, cosa que a l'època afectava pocs alumnes. El 1960, es decretà que tot l'ensenyament passava a ser en rus a partir de cinquè. Alhora, les escoles en les ciutats funcionaven gairebé sempre en rus i les dels nuclis rurals més importants també van bascular a un ensenyament en rus des de primer curs.

### Perestroika i període postsoviètic
La història de Txuvàixia des dels anys noranta, com en altres repúbliques de Rússia, es divideix en dues grans fases. Una primera, durant els anys noranta, caracteritzada en els primers anys per l'efervescència política i les reivindicacions nacionals (sobretot en els primers anys de la dècada), un major grau d'autonomia, però alhora un daltabaix econòmic. La segona fase, a partir dels anys 1999/2000, es caracteritza per clares millores en el nivell de vida dels ciutadans durant una dècada, alhora que s'esdevé un retorn a un fort centralisme de l'estat.

#### Política
A finals dels anys vuitanta, la glàsnost va permetre, també a Txuvàixia, l'aparició pública d'opinions dissidents que van anar agrupant-se i guanyant força, fins i tot dins del Soviet Suprem de Txuvàixia. El 1998 començaren a aparèixer reivindicacions nacionals a la premsa txuvaixa, en el primer ordre de les quals les lingüístiques.
El 24 d'octubre de 1990, el Soviet Suprem de Txuvàixia va adoptar una declaració de sobirania de la república, segons la qual la república era un «estat sobirà», amb dret d'autodeterminació, que formava part de la RSFS de Rússia i de la Unió Soviètica. La república perdia l'adjectiu «autònoma» en el nom oficial per esdevenir la República Socialista Soviètica Txuvaixa. Posteriorment, el febrer de 1992, la denominació oficial va passar a ser la de «República Txuvaixa»
El 27 d'octubre de 1990 s'adoptà la llei de llengües de la república, que declarava el txuvaix i el rus com a llengües oficials. La llei fixava l'ús del txuvaix en determinats àmbits i el dret dels ciutadans a ser atesos en la llengua oficial de la seva elecció. A tal efecte donava un termini de deu anys a les administracions públiques i les empreses privades per posar en efecte aquest dret. El 1993 s'aprovà un programa d'implementació de la llei fins a l'any 2000.

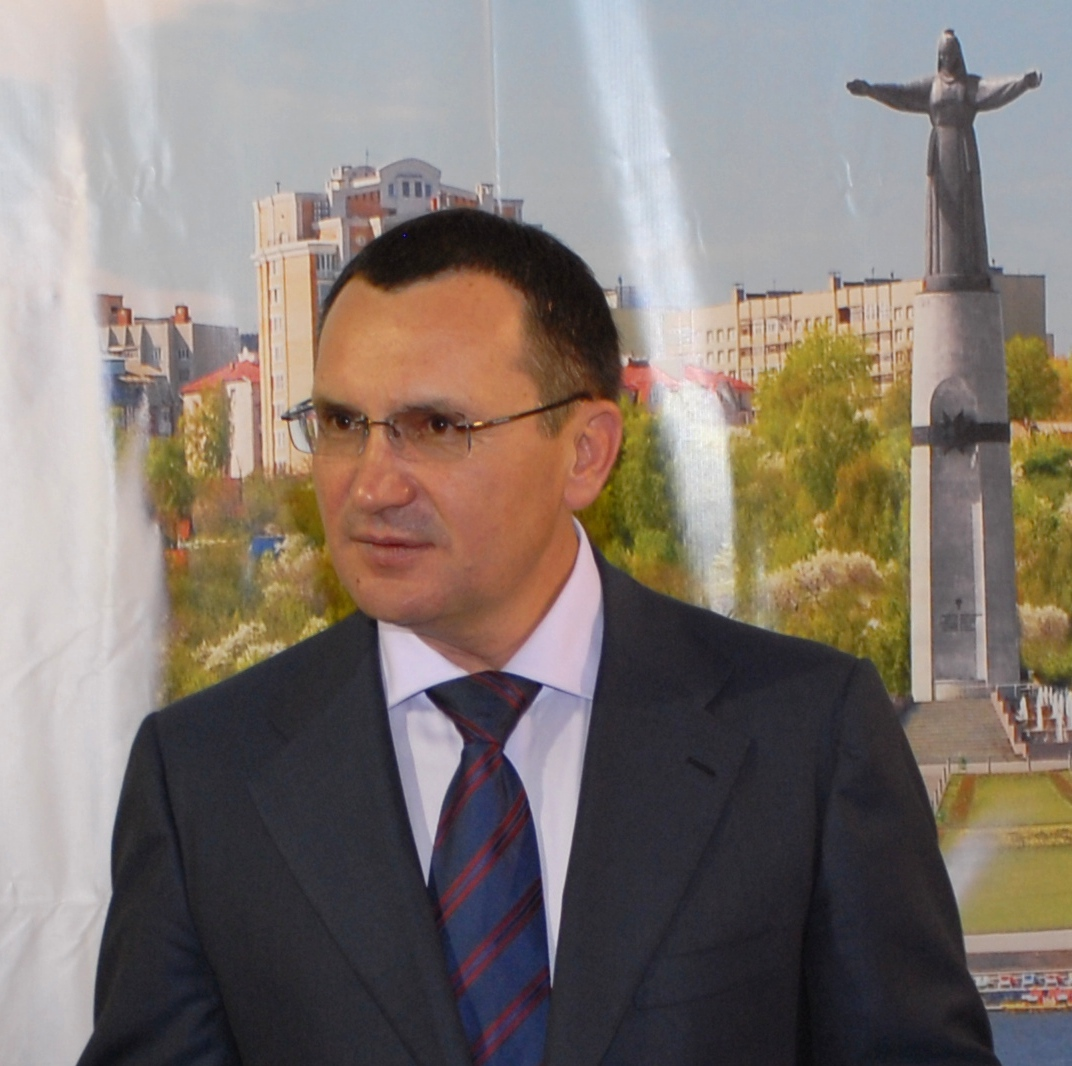
Nikolai Fiódorov, president de Txuvàixia (1993-2010)

Immediatament després del cop d'estat fracassat del 19 al 21 d'agost de 1991, el 29 d'agost, a Xupaixkar, el Soviet Suprem va aprovar per una majoria aclaparadora l'elecció d'un president de Txuvàixia. Al segon torn de les eleccions, el candidat nacionalista, sostingut pels liberals, Atner Husankay obtingué una majoria de 46,4% dels vots contra el 43,1% de l'altre candidat, representant del PCUS i la nomenklatura. Els electors, però, alhora que podien votar a favor d'un candidat, també podien votar en contra. Havent Husankay rebut més vots en contra que a favor, el càrrec de president de la república va quedar vacant. S'establí una moratòria de dos anys, període en el qual el sistema dels vots en contra va ser eliminat. A les noves eleccions, el desembre de 1993, Husankay només obtingué el 6,3% dels vots. En el segon torn va ser escollit Nikolai Fiódorov, un antic professor d'economia a Xupaixkar durant els anys vuitanta, que a partir de 1989 havia iniciat una carrera política a Moscou. Fiódorov fou successivament reelegit president a les eleccions de 1997 i 2001. La pèrdua de força dels nacionalistes va fer que el programa d'implementació de la llei de llengües va deixar d'aplicar-se a mitjan anys noranta i les disposicions legals sobre l'obligatorietat del coneixement i ús del txuvaix per part de l'administració passessin a ser purament declaratives.
L'arribada de Vladímir Putin a la presidència de Rússia, el 31 de desembre de 1999, va marcar l'inici d'una forta recentralització amb un triple punt d'inflexió. En primer lloc, les modificacions de 2000 i 2001 en el sistema impositiu van reforçar les reformes prèvies de 1998, disminuint els ingressos de les regions i augmentant els de l'estat central. Aquest desequilibri es va compensar amb transferències del govern federal a les regions, però va fer els governs regionals més dependents del central. En segon lloc, el 2001, es prohibiren els partits regionals, que havien estat àmpliament emprats per les elits locals en les eleccions. I finalment en aquesta fase inicial de centralització, el 2004 es va suprimir l'elecció directa dels presidents de les repúbliques i governadors dels óblasts, que van passar a ser nomenats directament des de Moscou. En el cas de Txuvàixia, Fiódorov va ser mantingut en el càrrec, però la seva continuïtat passava a dependre del poder central. A tot això cal afegir les limitacions sobre la creació de partits polítics que, a partir de 2003, es van afegir a la legislació i van aprofundir encara més la centralització del poder.
En aquest context, El 2001 el parlament txuvaix decretà que la Declaració de Sobirania de 1990 no tenia valor legal. Tot i això, la constitució txuvaixa, fins i tot després de ser redactada de nou el 2000 i esmenada diverses vegades, afirmava el 2011 en l'article 1: «La República de Txuvàixia és una república (estat) dins de la Federació Russa». Tanmateix, la identificació entre «república» i «estat» (en rus: государство) s'ha mantingut en la constitució russa després de la reforma de 2020. Concretament, en l'article 5.2, on es defineixen els diferents tipus de divisions administratives de l'estat (república, óblast, etc.), es declara: «Una república (estat) té la seva pròpia constitució i legislació».
El juliol de 2010, Dmitri Medvédev, nou president de Rússia des de 2008, va decidir substituir Nikolai Fiódorov pel ministre d'agricultura txuvaix, Mikhaïl Ignàtiev, com a nou president de Txuvàixia. El 2012, a causa d'una nova legislació federal que limitava l'ús de l'apel·latiu «president», el càrrec d'Ignàtiev va passar a ser denominat «cap de la república». El setembre de 2015, després que les eleccions a caps de les repúbliques van ser restaurades per la Duma de l'Estat, va ser elegit per sufragi com a Cap de Txuvàixia. El gener de 2020, però, arran de comportaments públics erràtics, va ser expulsat del partit governamental Rússia Unida i destituït per Vladímir Putin, que tornava a ser president de Rússia. El 20 de maig de 2020, Ignàtiev va presentar una demanda contra Putin davant el Tribunal Suprem de Rússia per destitució il·legal, la qual va ser acceptada el 21 de maig. Les audiències establertes per a la demanda havien de començar el 30 de juny. El 27 de maig, va ser hospitalitzat a causa d'una pneumònia bilateral. El 18 de juny, Ignàtiev va morir en un hospital de Sant Petersburg per una insuficiència cardíaca després de contreure el coronavirus durant la pandèmia de COVID-19 a Rússia.
El 29 de gener de 2020, Putin va nomenar Óleg Nikolàiev nou Cap de Txuvàixia. Membre del partit Rússia Justa, Nikolàiev acabava de ser escollit, el 20 de gener, per dirigir el comitè de la Duma de l'Estat sobre les nacionalitats. El 13 de setembre de 2020 va ser elegit Cap en una votació en què Rússia Unida no va presentar cap candidat. En les eleccions anteriors de setembre de 2015, havia quedat en segon lloc, darrere Mikhaïl Ignàtiev, amb el 14,7% dels vots. Nikolàiev s'havia distingit en presentar a la Duma, el 2018, un projecte de llei pel qual l'ensenyament de les llengües minoritàries de Rússia, incloses les oficials a les repúbliques, només podia ser voluntari. La iniciativa va ser titllada de «traïció» per activistes txuvaixos.

## Política i govern

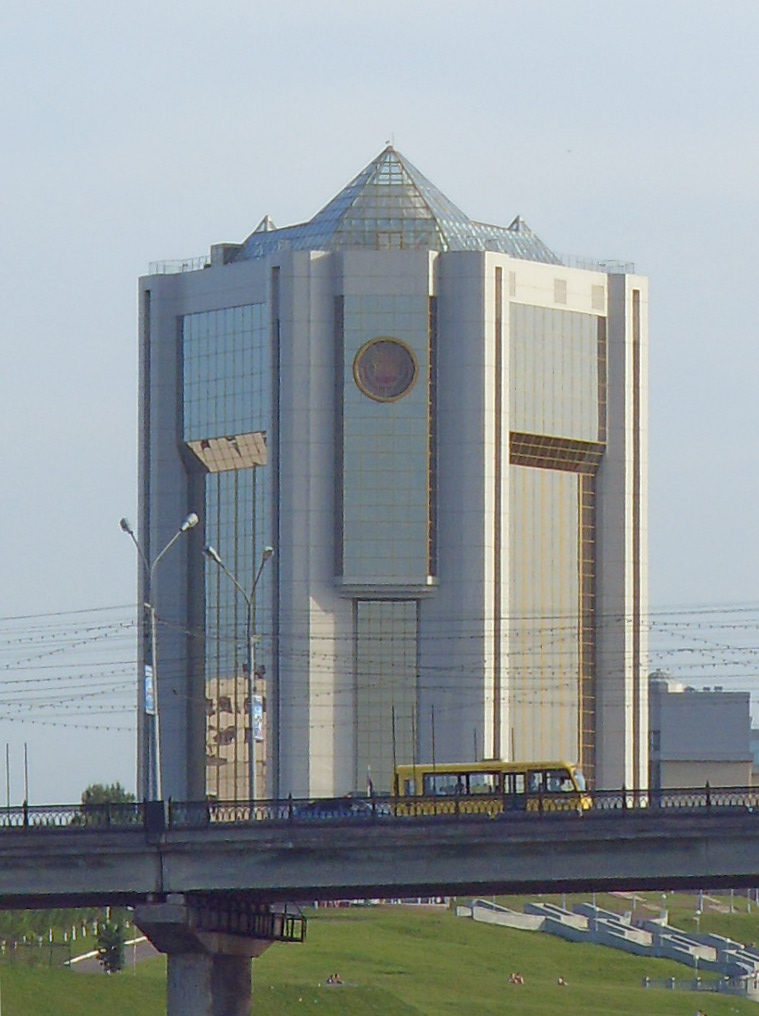
Edifici de l'administració del cap de la república (2004)

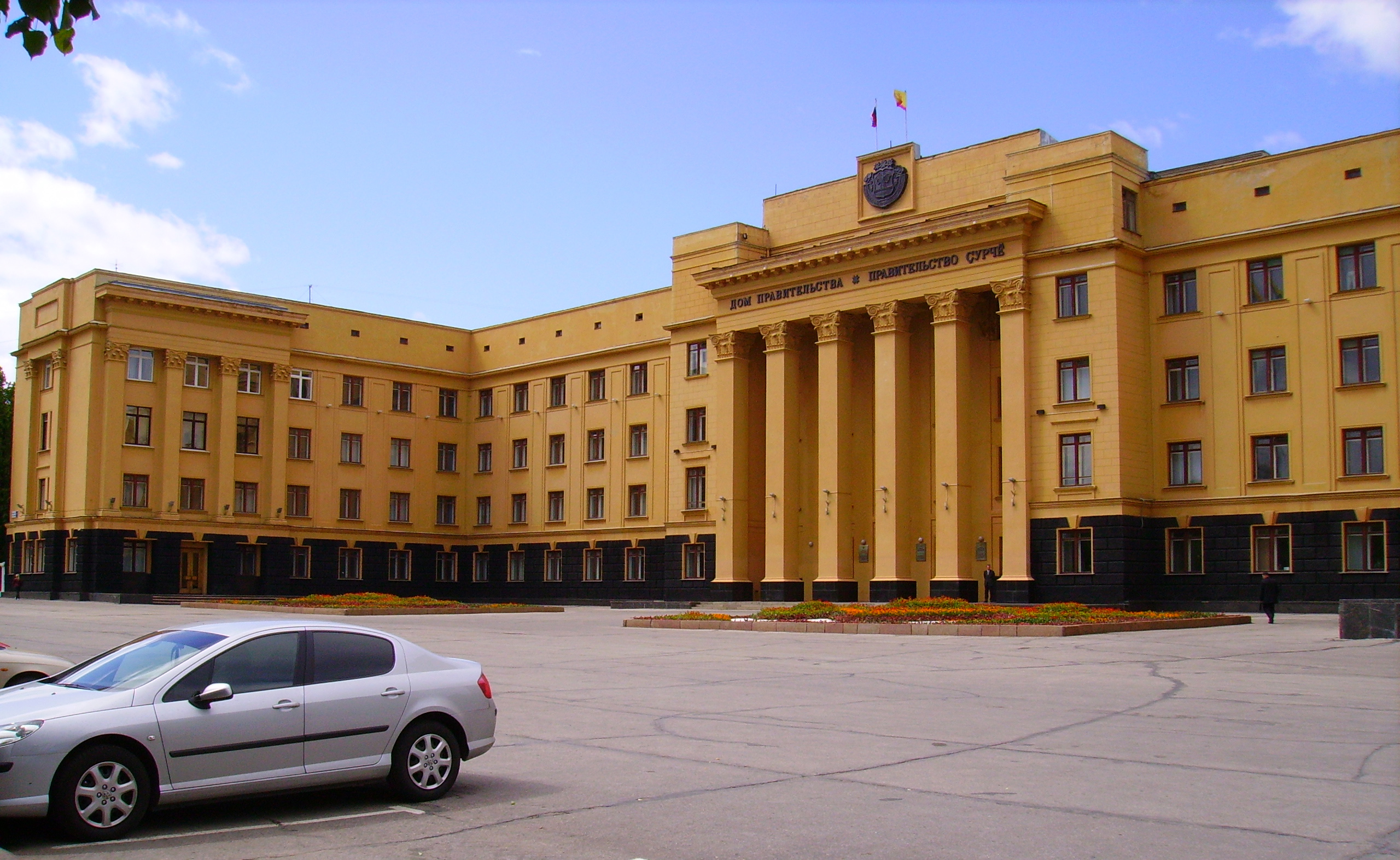
Antic edifici dels «sòviets» (1940), exemple paradigmàtic de l'arquitectura estalinista a la república. En els anys quaranta s'hi van ubicar els comitès regionals i municipals del Partit Comunista i del Komsomol, el Presídium del Soviet Suprem, el Consell de Comissaris del Poble i una sèrie de comissariats del poble de la RASS txuvaixa.

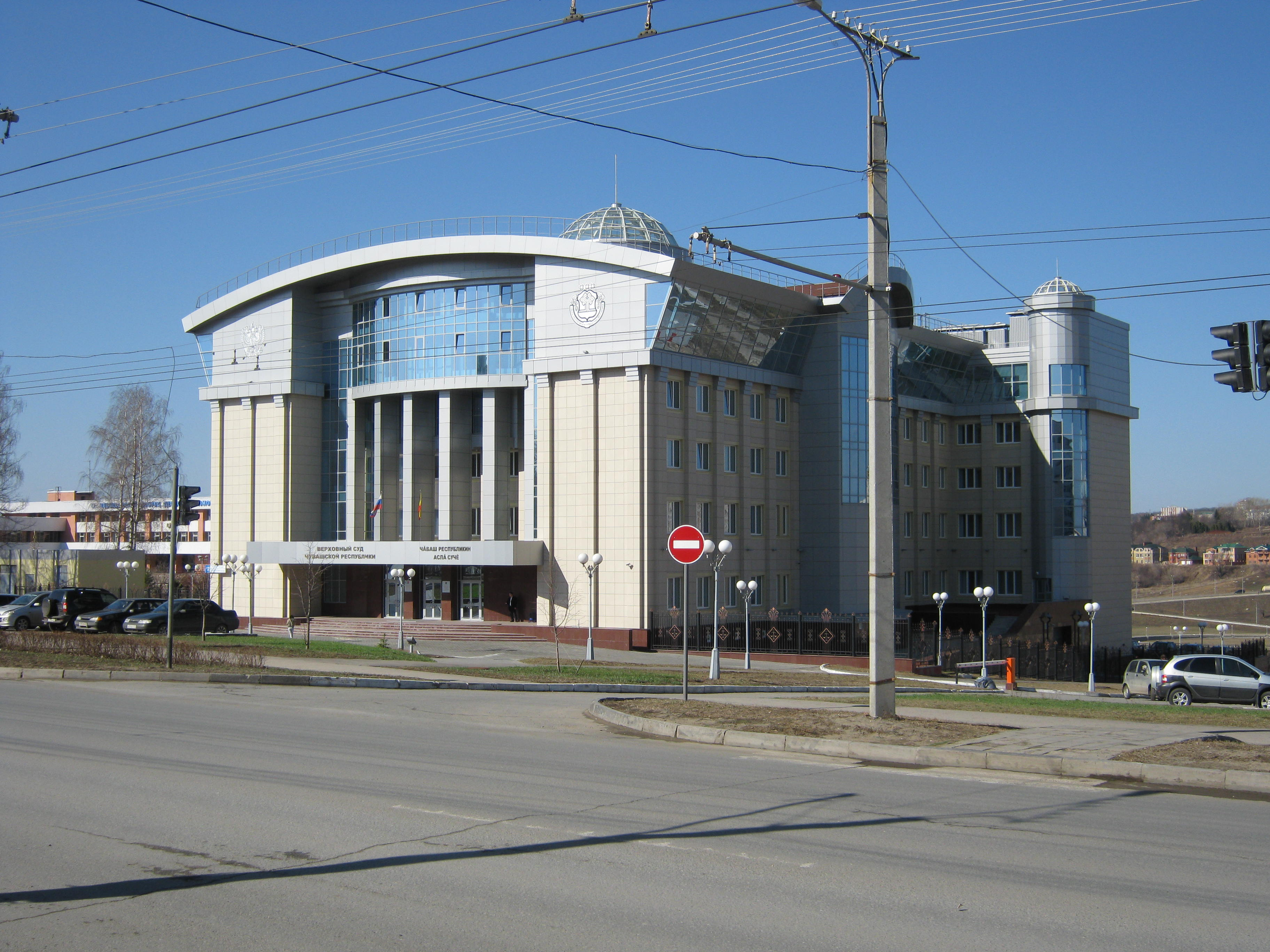
El Tribunal Suprem de Txuvàixia

La Constitució de la República de Txuvàixia és la llei fonamental de la regió. El Consell d'Estat de la República de Txuvàixia és l'òrgan legislatiu de la república. El màxim òrgan executiu és el Govern de la República.

## Divisió administrativa

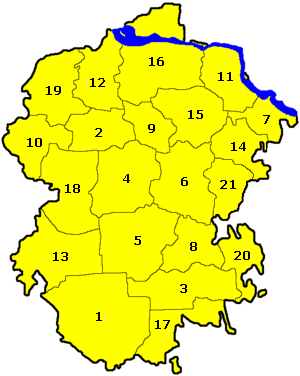
Divisió administrativa de Txuvàixia

Txuvàixia està dividida administrativament entre cinc ciutats «de nivell republicà» (ókrugs urbans) i 21 districtes (ókrugs municipals).
| Núm.                                                                | Districte                                               | Població del districte (2021) | Població del cap de districte* | Superfície (km²) |
| Ciutats de nivell de la república (ókrugs urbans)                   |                                                         |                               |                                |                  |
| 1                                                                   | Alàtir                                                  | 32.265                        | 32.265                         |                  |
| 2                                                                   | Kanaş/Kanaix                                            | 44.354                        | 44.354                         |                  |
| 3                                                                   | Śĕnĕ Şupaşkar/Novotxeboksarsk                           | 120.650                       | 120.375                        |                  |
| 4                                                                   | Xupaixkar/Txeboksari                                    | 508.069                       | 497.807                        |                  |
| 5                                                                   | Śĕmĕrle/Xúmerlia                                        | 26.873                        | 26.873                         |                  |
| Districtes (ókrugs municipals)                                      |                                                         |                               |                                |                  |
| 1                                                                   | Alàtir                                                  | 14.139                        | —                              | 1940,0           |
| 2                                                                   | Elĕk/Àlikovo                                            | 14.273                        | 3.145                          | 554,1            |
| 3                                                                   | Patăryel/Bàtirevo                                       | 32.060                        | 5.281                          | 994,00           |
| 4                                                                   | Vărnar/Vurnari                                          | 29.450                        | 10.522                         | 1012,6           |
| 5                                                                   | Yĕpreś/Ibresi                                           | 20.699                        | 7.633                          | 1201,2           |
| 6                                                                   | Kanaş/Kanaix                                            | 32.460                        | —                              | 981,4            |
| 7                                                                   | Kuslavkka/Kozlovka                                      | 15.497                        | 7.781                          | 516,8            |
| 8                                                                   | Komsomolski/Komsomólskoe                                | 20.913                        | 4.632                          | 630,3            |
| 9                                                                   | Krasnoarmeyski/Krasnoarméiskoe                          | 12.961                        | 3.900                          | 456,3            |
| 10                                                                  | Hĕrlĕ Çutay/Kràsnie Txetai                              | 14.133                        | 4.324                          | 691,6            |
| 11                                                                  | Sĕntĕrvărri/Mariïnski Possad                            | 19.353                        | 7.851                          | 686,1            |
| 12                                                                  | Murkaş/Morgauixi                                        | 31.277                        | 3.562                          | 845,3            |
| 13                                                                  | Porétskoie                                              | 10.732                        | 5.081                          | 1116,9           |
| 14                                                                  | Vărmar/Urmari                                           | 20.839                        | 5.290                          | 598,3            |
| 15                                                                  | Śĕrpü/Tsivilsk                                          | 31.944                        | 12.762                         | 790,8            |
| 16                                                                  | Xupaixkar/Txeboksari (cap de districte: Kükeś/Kuguessi) | 62.258                        | 13.451                         | 1331,7           |
| 17                                                                  | Şămărşă/Xémurxa                                         | 11.961                        | 3.375                          | 799,1            |
| 18                                                                  | Śĕmĕrle/Xúmerlia                                        | 7.870                         | —                              | 1047,6           |
| 19                                                                  | Yetĕrne/Iadrin                                          | 23.366                        | 7.918                          | 897,5            |
| 20                                                                  | Yelçĕk/Iàltxiki                                         | 15.793                        | 3.975                          | 567,2            |
| 21                                                                  | Tăvay/Iàntikovo                                         | 12.720                        | 3.491                          | 524,4            |
| * Si el cap del districte pertany al districte (no a un ókrug urbà) |                                                         |                               |                                |                  |

A part de les cinc poblacions principals (Xupaixkar, Śĕnĕ Şupaşkar, Kanaş, Alàtir i Śĕmĕrle), algunes altres també tenen la categoria de ciutat per raons històriques: Śĕrpü/Tsivilsk (12.762 hab.), Yetĕrne/Iadrin (7.918 hab.) i Sĕntĕrvărri/Mariïnski Possad (7.851 hab.) i Kuslavkka/Kozlovka (7.781 hab.). Śĕrpü i Yetĕrne van ser càpitals d'uiezd abans de la Revolució d'Octubre, al mateix títol que Xupaixkar i Alàtir.

## Demografia
La república és una de les regions més densament poblades de la Federació Russa, amb 64 hab./km2. La superen només les ciutats de Moscou i Sant Petersburg, la regió de Moscou i regions del Caucas.
La capital (i la ciutat més gran) és Xupaixkar (en txuvaix) o Txeboksari (en rus), amb 496.350 habitants (2024). Es troba a la riba sud del Volga, a la part nord de la república (a la segona meitat del segle xx, se li va afegir un territori rural, molt poc habitat, a la riba nord). La ciutat és a uns 650 km a l'est de Moscou, a uns 150 km a l'oest de Kazan (capital de Tatarstan) i a uns 90 km al sud de Ioixkar-Olà (capital de Mari-El). A uns 15 km riu avall, hi ha la segona ciutat més gran de la regió, Śĕnĕ Şupaşkar (en txuvaix) o Novotxeboksarsk (en rus), amb 120.375 habitants (2021).

### Grups ètnics
Segons el cens de 2010, la nacionalitat txuvaixa constitueix el 67,7% de la població de la república. Altres grups inclouen els russos (26,9%), els tàtars (2,8%), els mordovians (1,1%) i una sèrie de grups més petits, cadascun representant menys del 0,5% de la població total.
| Grup ètnic | Cens de 1926 | Cens de 1926 | Cens de 1939 | Cens de 1939 | Cens de 1959 | Cens de 1959 | Cens de 1970 | Cens de 1970 | Cens de 1979 | Cens de 1979 | Cens de 1989 | Cens de 1989 | Cens de 2002 | Cens de 2002 | Cens de 2010 | Cens de 2010 | Cens de 2021 | Cens de 2021 |
| Grup ètnic | Nombre       | %            | Nombre       | %            | Nombre       | %            | Nombre       | %            | Nombre       | %            | Nombre       | %            | Nombre       | %            | Nombre       | %            | Nombre       | %            |
| ---------- | ------------ | ------------ | ------------ | ------------ | ------------ | ------------ | ------------ | ------------ | ------------ | ------------ | ------------ | ------------ | ------------ | ------------ | ------------ | ------------ | ------------ | ------------ |
| Txuvaixos  | 667.695      | 74,6%        | 777.202      | 72,2%        | 770.351      | 70,2%        | 856.246      | 70,0%        | 887.738      | 68,4%        | 906.922      | 67,8%        | 889.268      | 67,7%        | 814.750      | 67,7%        | 684.930      | 63,7%        |
| Russos     | 178.890      | 20,0%        | 241.386      | 22,4%        | 263.692      | 24,0%        | 299.241      | 24,5%        | 338.150      | 26,0%        | 357.120      | 26,7%        | 348.515      | 26,5%        | 323.274      | 26,9%        | 329.991      | 30,7%        |
| Tàtars     | 22.635       | 2,5%         | 29.007       | 2,7%         | 31.357       | 2,9%         | 36.217       | 3,0%         | 37.573       | 2,9%         | 35.689       | 2,7%         | 36.379       | 2,8%         | 34.214       | 2,8%         | 29.092       | 2,7%         |
| Mordovians | 23.958       | 2,7%         | 22.512       | 2,1%         | 23.863       | 2,2%         | 21.041       | 1,7%         | 20.276       | 1,6%         | 18.686       | 1,4%         | 15.993       | 1,2%         | 13.014       | 1,1%         | 7.707        | 0,7%         |
| Altres     | 1.301        | 0,1%         | 6.703        | 0,6%         | 8.596        | 0,7%         | 10.930       | 0,9%         | 14.874       | 1,3%         | 19.606       | 1,4%         | 23.599       | 1,8%         | 18.298       | 1,6%         | 23.085       | 2,2%         |
| 1. 2.      |              |              |              |              |              |              |              |              |              |              |              |              |              |              |              |              |              |              |

A la regió del Volga-Ural, Txuvàixia té clarament la proporció més alta de la nacionalitat «titular», segons la terminologia soviètica: de les cinc altres repúbliques del Districte Federal del Volga, només els tàtars a Tatarstan arriben a formar la meitat de la població de la seva república (53% segons els censos de 2010 i 2021).

Dins de Txuvàixia, la proporció de grups ètnics és força diferent en el territori. Per una banda, hi ha diferències entre població urbana i rural, mentre que, per un altre costat, hi ha considerables disparitats segons tres grans àrees geogràfiques: el nord i el centre, el sud-oest i el sud-est.

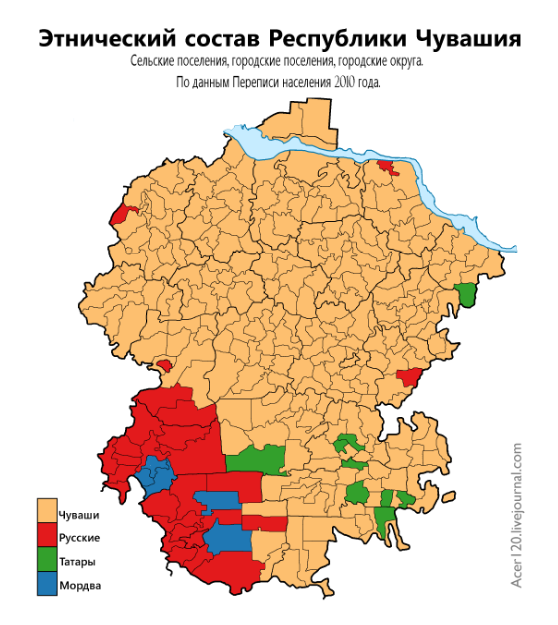
Nacionalitat majoritària per municipis de Txuvàixia (cens de 2010)
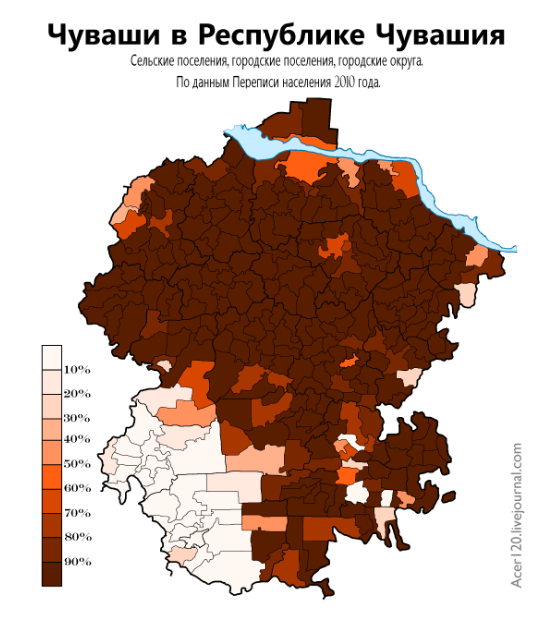
Proporció de txuvaixos per municipi (cens de 2010)
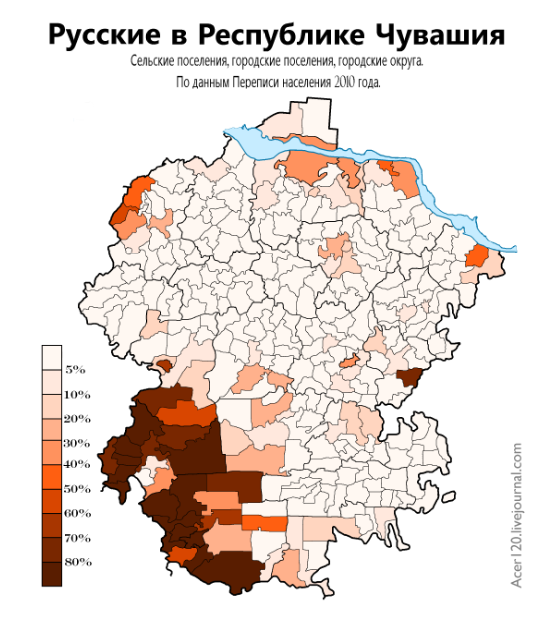
Proporció de russos ètnics per municipi (cens de 2010)
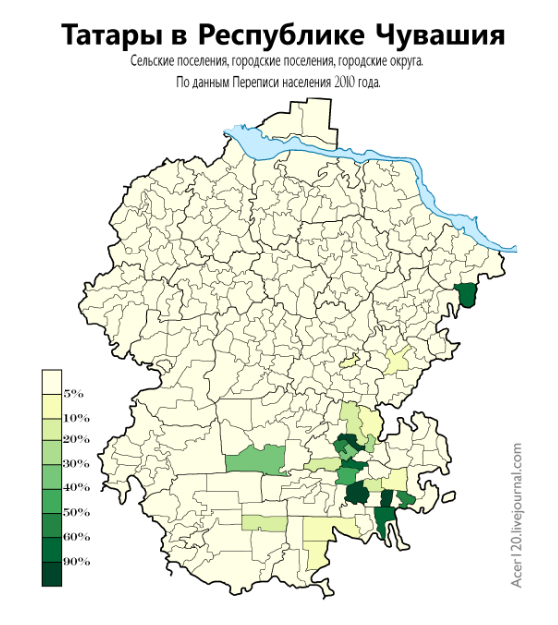
Proporció de tàtars per municipi (cens de 2010)
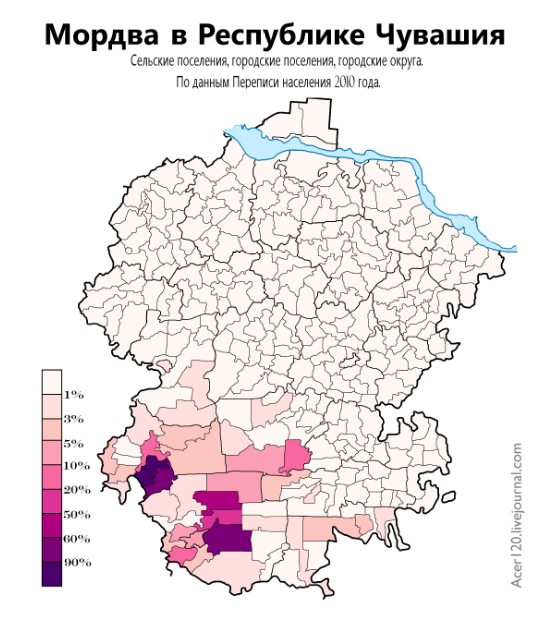
Proporció de mordovians per municipi (cens de 2010)

Prenent com a base les dades del cens de 2002, que són més fiables que les de 2010 i 2021 amb relació a les nacionalitats, entre la població urbana, els txuvaixos representaven el 56,2% la població i els russos, el 38,3%, mentre que entre la rural formaven, respectivament, el 85,5% i el 8,4%. A les ciutats, els txuvaixos eren majoritaris excepte a Alàtir, en què representaven només el 3,2% i eren superats també pels mordovians (èrzies) (8,2%), i a Śĕmĕrle, en què sumaven el 23,6%. Cal remarcar també que a Kanaş, el 9,3% de la població era tàtara.
Quant a la població rural, el nord i centre de Txuvàixa té un predomini abassegador de població ètnicament txuvaixa, malgrat l'existència d'assentaments russos datant d'alguns segles a prop de Yetĕrne, al marge esquerre del Surà, la riba del Volga en els districtes de Sĕntĕrvărri i Kuslavkka i, en menor mesura, prop de Xupaixkar i Śĕrpü. Així, els districtes d'Elĕk (98,1%), Hĕrlĕ Çutay (97,9%), Vărmar (97,4%), Krasnoarmeyski (97,1%), Murkaş (97,1%), Vărnar (96,7%), Kanaş (96,5%), Yĕpreś (94,9%), Sĕntĕrvărri (94,7%), Xupaixkar (94,1%) i Tăvay (90,5%) tots ells situats al centre i nord de la república, els txuvaixos formen més del 90% de la població rural. Al sud-est de Txuvàixia, els txuvaixos són també majoritaris, però existeix una important minoria tàtara, particularment als districtes de Komsomolski (26,2%), Patăryel (25,4%) i Şămărşă (10,9%); en canvi el districte de Yelçĕk, situat entre Komsomolski i Patăryel, a l'oest, i Tatarstan a l'est, té una proporció del 97,1% de txuvaixos. Per la seva banda, el territori del que ara són els districtes d'Alàtir i Porétskoie no es va incorporar a Txuvàixia fins al 1925 a causa de la falta de població local ètnicament txuvaixa (excepte dos pobles a l'oest del districte d'Alàtir). Els russos hi resulten àmpliament majoritaris (72,1% al districte de Porétskoie i 60,4% al d'Alàtir, que no conté la ciutat d'Alàtir). Tots dos compten amb una important minoria mordoviana (èrzia): 21,8% a Porétskoie i 15,9% al districte d'Alàtir. Al districte de Porétskoie, els txuvaixos sumen tan sols el 5% dels habitants.

### Genètica
L'osteopetrosi afecta un nounat de cada 20.000 a 250.000 a tot el món, però a Txuvàixia la pateix un de cada 3.500 a 4.000.

### Religió

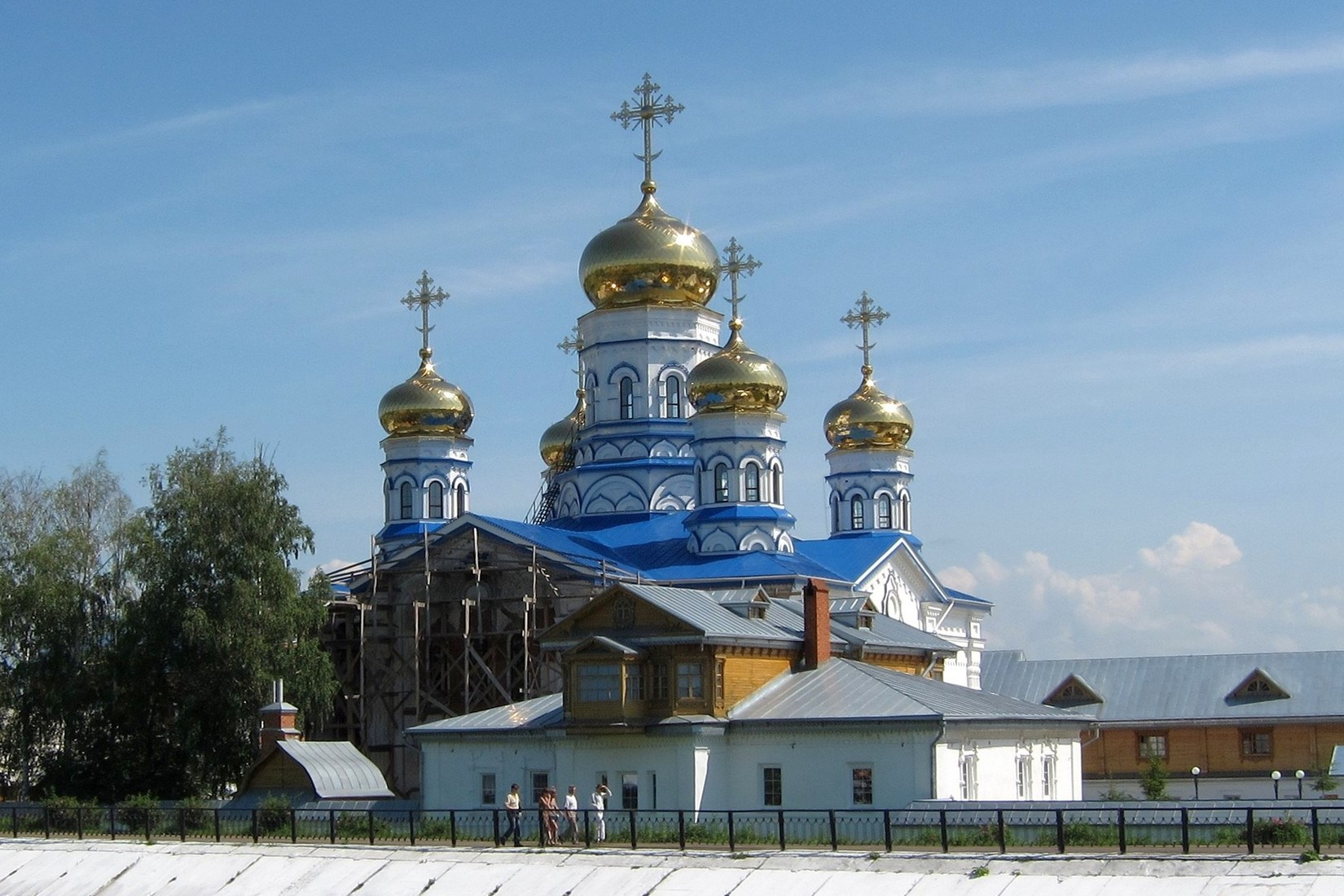
Monestir de la Mare de Déu de Tikhvin (segle) a Śĕrpü/Tsivilsk

Segons una enquesta de 2012, el 64,7% de la població de Txuvàixia s'adhereix a l'Església Ortodoxa Russa, el 4% són creients cristians ortodoxos sense pertànyer a cap església o membres d'esglésies ortodoxes no russes, el 3% de la població (majoritàriament els tàtars) segueixen l'Islam, el 3% són cristians no afiliats, i l'1% segueixen religions indígenes (com la religió tradicional txuvaixa). A més, el 24% de la població es declara «espiritual, però no religiosa», l'1% és atea i el 2,3% segueix altres religions o no va respondre a la pregunta. Hi ha un petit nombre de testimonis de Jehovà, aparentment creixent, malgrat la prohibició oficial del govern rus.
L'estudi de la religió és obligatori per als escolars de Rússia. En el curs 2010/2011, dels estudiants, aproximadament el 76,9% estaven matriculats en Estudis Ortodoxos, el 16,0% en Estudis Seculars, el 15,7% en Estudis de Religions Mundials i l'1,4% en Estudis Islàmics.

### Educació superior
Hi ha cinc institucions d'educació superior, entre les quals tres amb seu a Txuvàixia: la Universitat de Txuvàixia, la Universitat Pedagògica de Txuvàixia (antiga Escola Normal Superior) i l'Acadèmia Agrària de Txuvàixia (antic Institut Agrícola).
Cal assenyar també l'Institut Txuvaix de les Humanitats (antic Institut Txuvaix de Recerca Sociocultural), centre de recerca sobre la llengua i cultura txuvaixes.

## Economia

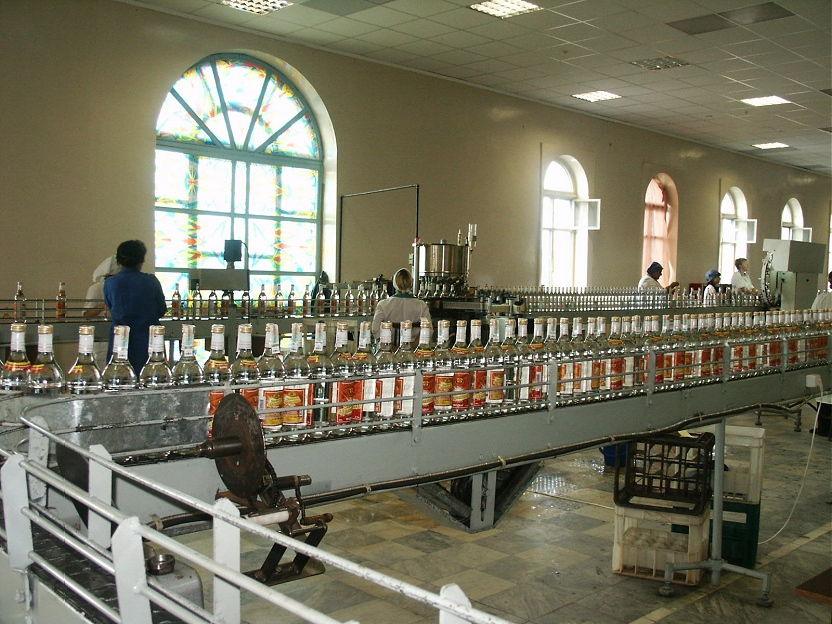
Licorera prop de Sĕntĕrvărri/Mariïnski Possad

El 2021, Txuvàixia era la tercera regió del districte federal amb el percentatge més gran de població rural (36,1%), per sota de Baixkortostan (38,2%) i Mordòvia (36,7%). El 2022 era, només per davant de Mari-El, la regió del Districte Federal del Volga amb el producte interior brut per habitant més baix, amb 426.000 rubles. Això representava el 62,3% del valor del Districte Federal i el 40,2% del valor de Rússia. A escala de tota Rússia, les regions més pobres que Txuvàixia eren totes les del Districte Federal del Caucas Nord, Adiguèsia, Tuvà, l'óblast d'Ivànovo i el ja mencionat Mari-El.
El baix nivell de vida provoca que un gran nombre de txuvaixos treballen per temporades fora de Txuvàixia. No existeixen estadístiques oficials sobre l'abast d'aquesta pràctica. Una enquesta duta a terme en el curs escolar 2012/13 sobre 948 alumnes de secundària en dos districtes rurals del nord de Txuvàixia va mostrar que, segons declaraven els fills, un terç dels pares i prop d'un 5% de les mares treballaven fora de Txuvàixia. En una enquesta semblant duta a terme el 2016 sobre 913 alumnes de secundària en dos districtes rurals del sud, els enquestats van declarar que un 30% dels seus pares estava sense feina i un altre 40% treballava fora de Txuvàixia.

### Evolució de la població activa i repartició per sectors econòmics
L'evolució de l'evolució activa i la seva repartició per sectors econòmics entre 2005 i 2023 mostra una davallada contínua dels treballadors ocupats en el sector primari, un manteniment del sector secundari i un increment en el sector serveis.
|                     | 2005  | 2010  | 2015  | 2020  | 2023  |
| Ocupats (en milers) | 581,5 | 601,4 | 637,8 | 562,0 | 581,2 |
| Sector primari      | 16,5% | 13,4% | 11,7% | 8,7%  | 6,3%  |
| Sector secundari    | 34,9% | 33,3% | 35,6% | 36,4% | 35,1% |
| Serveis             | 48,5% | 53,3% | 52,7% | 55,0% | 58,6% |

Font: Čuvašstat

### Agricultura
A Txuvàixia hi ha boscos caducifolis sobre terra negra fèrtil. En l'agricultura, el blat i la remolatxa sucrera, el porc i la ramaderia bovina han adquirit més importància que el sègol, la civada, l'ordi i la producció lletera típics de la zona. La república fou, en temps de la Unió Soviètica, el centre de Rússia per al cultiu de llúpol i és famosa a tot el país per la seva llarga història de fabricació de cervesa.

### Indústria
L'enginyeria elèctrica ocupa un part important en la índústria de la regió, especialment en l'àrea de sistemes de control i transmissió d' energia. Altres indústries líders són la metal·lúrgia, la generació d'electricitat i la fabricació de productes químics.

### Principals empreses
El 2024, les empreses més grans de la regió per volum de facturació són:
1. TM (comerç a l'engròs de maquinària i equipament)
2. Promtraktor (fàbrica de tractors)
3. Hĕvel (equipaments elèctrics)
4. Akkond (fabricant de pastisseria)
5. Gazprom
6. Promlit (acereria)
7. A-Most (constructora)
8. FK Grand Capital (comerç de productes farmacèutics)
9. Elekkom Logistic (comerç d'equipaments elèctrics)
10. Cheta (fabricació d'equips de distribució i control d'electricitat)
11. Yurma (càrnia)
12. Yadrinmoloko (lletera)
13. Șeșpĕl (producció de carrosseries, remolcs i semiremolcs)
14. Chuvashtorgtehnika (fabricació d'equips elèctrics)
15. ABC ZEIM avtomatizatsia (producció d'instruments i equips de regulació o control automàtic)[167]

### Comunicació fluvial

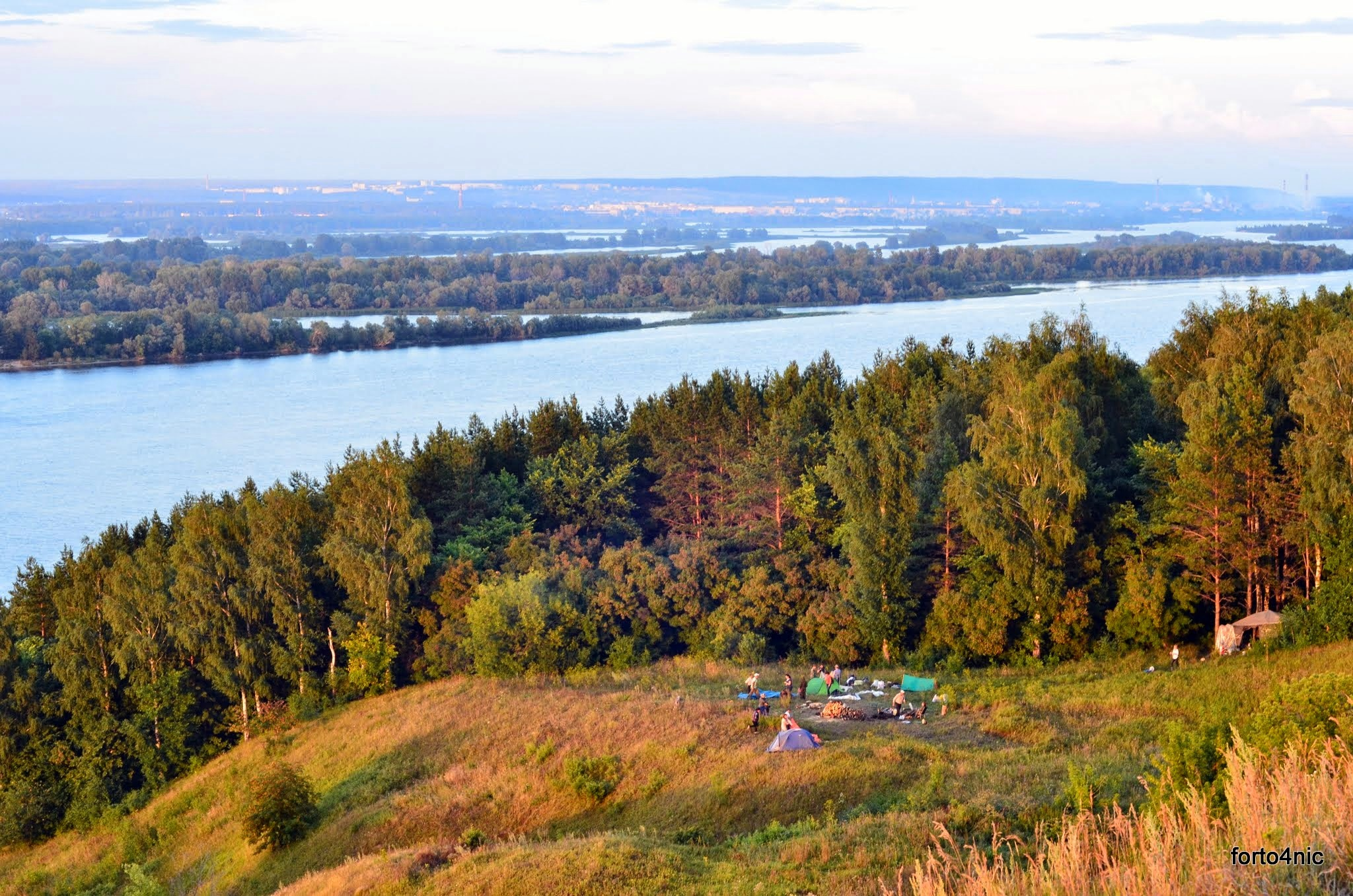
El Volga a l'altura de Txuvàixia

Els rius Volga i Surà connecten Txuvàixia amb una xarxa d'aigua nacional i internacional. Al sud, es pot arribar a Kazan, Uliànovsk, Samara, Volgograd, Rostov del Don, Àstrakhan, el mar Caspi i el mar Negre. A l'oest, el Volga connecta Xupaixkar/Txeboksari amb Nijni Nóvgorod, Iaroslavl, Moscou i les regions del nord de Rússia. Mitjançant l'ús de vaixells fluvials, el transport de càrrega és possible des dels ports fluvials de Txuvàixia fins a Sant Petersburg, Novorossisk (al mar Negre), Astracan (al delta que forma el Volga quan desemboca al mar Caspi) i els ports situats al Danubi. No obstant això, el riu està congelat de desembre a abril. Xupaixkar és una parada freqüent en les nombroses excursions en vaixell pel Volga.

### Espai аeri
L'aeroport internacional de Xupaixkar/Txeboksari rep avions de càrrega i passatgers de pràcticament tots els tipus i mides. Hi ha vols regulars a Moscou i altres destinacions. A més, Xupaixkar es troba a menys de tres hores amb cotxe de l'aeroport internacional de Kazan, que ofereix un gran nombre de vols, incloses connexions a través d'Aeroflot i Turkish Airlines.

## Cultura

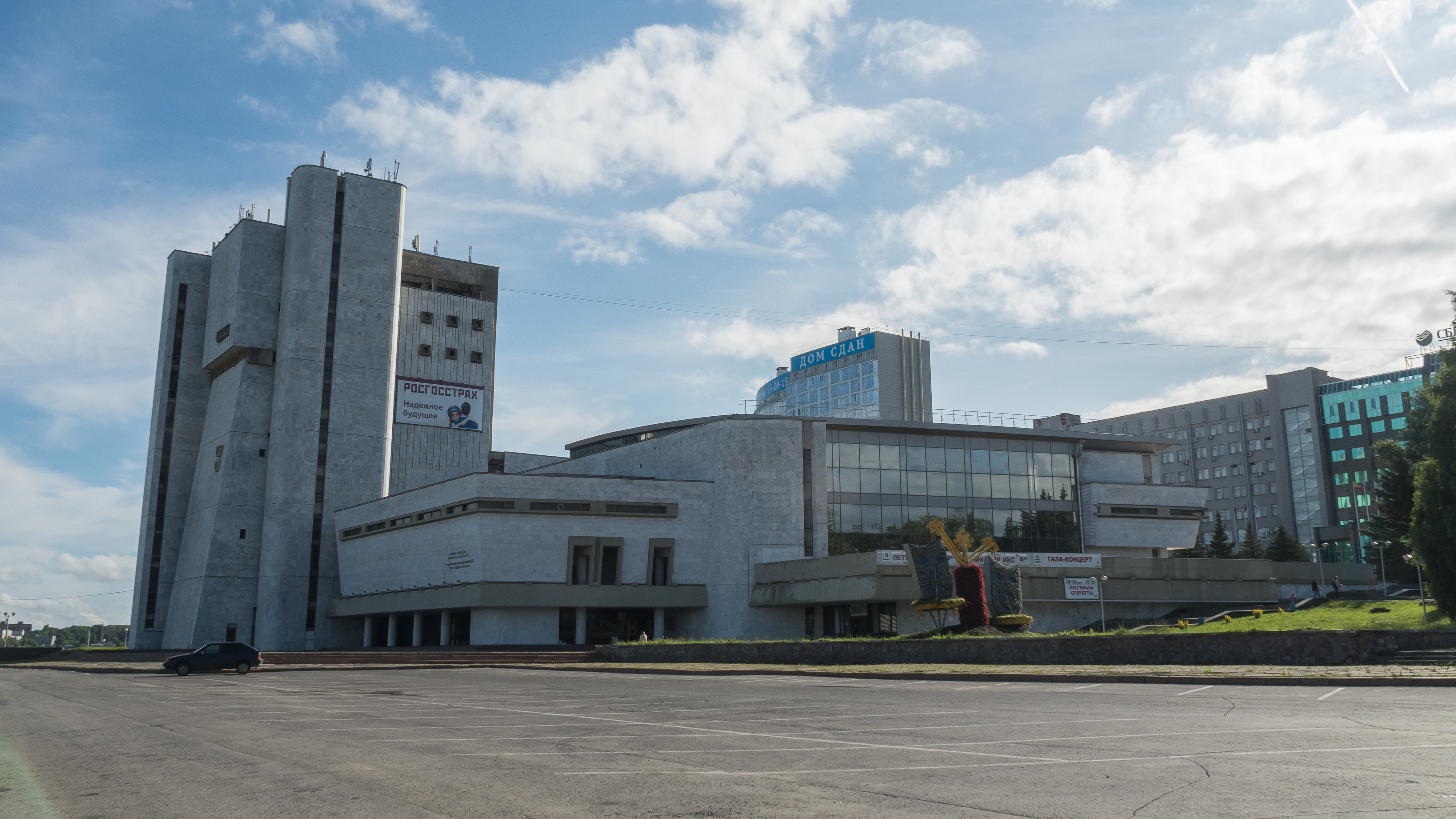
Edifici actual del Teatre de l'Òpera i el Ballet de Txuvàixia, inaugurat el 1993

### Teatres i sales de concert
Actualment, la República de Txuvàixia compta amb cinc teatres professionals, tot ells públics i  a Xupaixkar:
- Teatre dramàtic acadèmic de Txuvàixia[168]
- Teatre dramàtic rus[169]
- Teatre de l'òpera i el ballet de Txuvàixia[170]
- Teatre txuvaix dels joves espectadors[171]
- Teatre de titelles de Txuvàixia[172]

Els espectacles del teatre dramàtic acadèmic són majoritàriament en txuvaix. Les persones que no entenen bé el txuvaix poden seguir les representacions escoltant la traducció al rus mitjançat un sistema d'auriculars. A principis dels anys vint del segle xxi, el Teatre per a joves espectadors i el de titelles tenen una o dues representacions en txuvaix cada mes de la temporada.
Cal assenyalar també la Filharmonia Estatal Txuvaixa, sense orquestra professional, però amb una programació musical regular.

### Museus

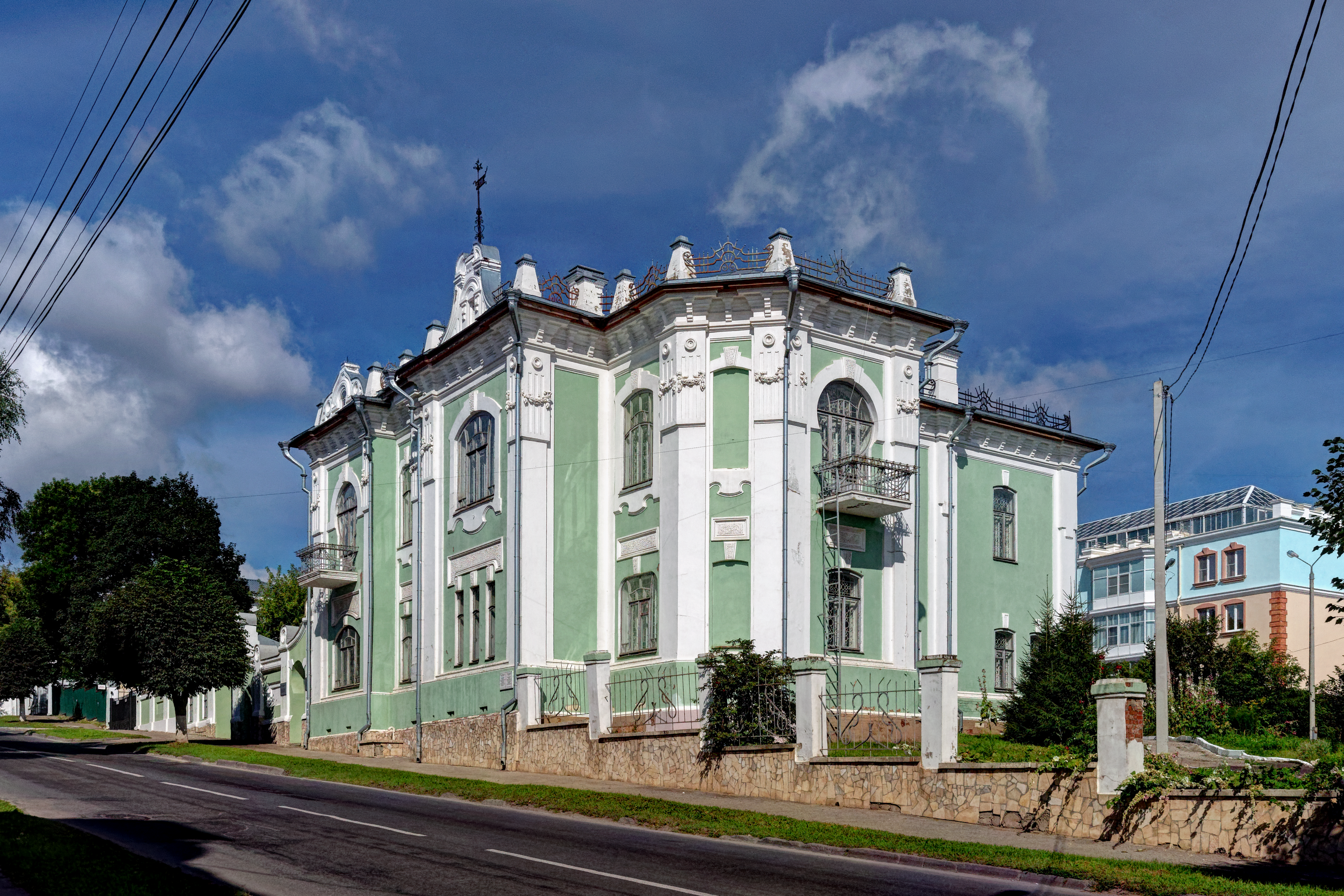
Casa Fiódor Iefrémov (1911), subseu del Museu d'Art de Txuvàixia, a Xupaixkar

També hi ha una cinquantena de museus, sales d'exposicions i galeries d'art. Els més destacats són:
- Museu Nacional de Txuvàixia,[174] amb les seves filials, totes elles a Xupaixkar:
  - Museu del brodat txuvaix[175]
  - Museu Konstantín Ivanov de literatura,[176] dedicat a la literatura txuvaixa i, particularment, al poeta nacional txuvaix Konstantín Ivanov i la seva obra principal, Narspí
  - Museu Śeśpĕl,[177] dedicat al poeta txuvaix Mișși Śeśpĕl
  - Museu Txapàiev,[178] dedicat a Vassili Txapàiev, comandant durant la Guerra Civil promogut com a heroi pel poder soviètic
- Museu d'art de Txuvàixia[179]
- Museu de la cosmonàutica,[180] a Şurşăl/Xórxeli, poble natal d'Andrian Nikolàiev
- Museu etnogràfic de Yĕpreś/Ibresi

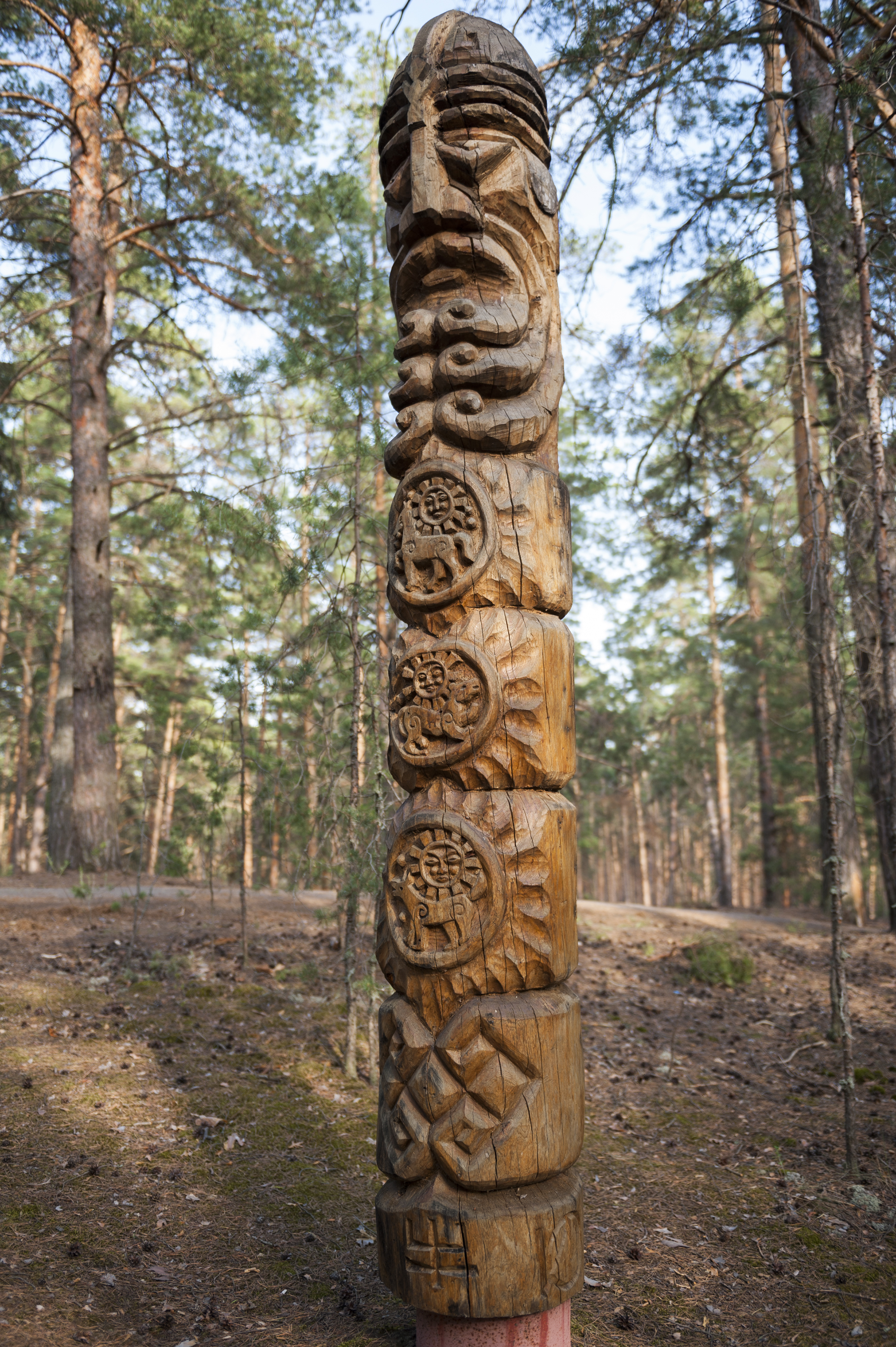
Escultura del parc etnogràfic Suvar, als afores de Xupaixkar

Txuvàixia disposa també d'una xarxa interessant de petits museus municipals, entre els quals destaquen:
- Museu d'història local d'Alàtir
- Museu d'història local de Kanaix
- Museu d'història local de Sĕntĕrvărri/Mariïnski Possad
- Casa-museu de Nikolai Lobatxevski a Kuslavkka/Kozlovka

El parc etnogràfic Suvar, als afores de Xupaixkar, a la riba esquerra del Volga, és també molt popular amb les seves més de 130 esculptures de fusta d'arrel tradicional de gran format.

### Biblioteques
Txuvàixia compta també amb una xarxa de prop de 500 biblioteques públiques.

### Parc nacional
El parc nacional Çăvaş Vărmanĕ («bosc txuvaix» – molt inhabitualment, el nom oficial és només en txuvaix) té una extensió de 25.200 ha. Està situat a l'extrem sud de Txuvàixia, al districte de Şămărşă/Xémurxa, a uns 170 km de Xupaixkar. El bosc cobreix el 95% de la superfície. El parc proposa cinc itineraris de passeig diferents.

### Monuments arquitectònics

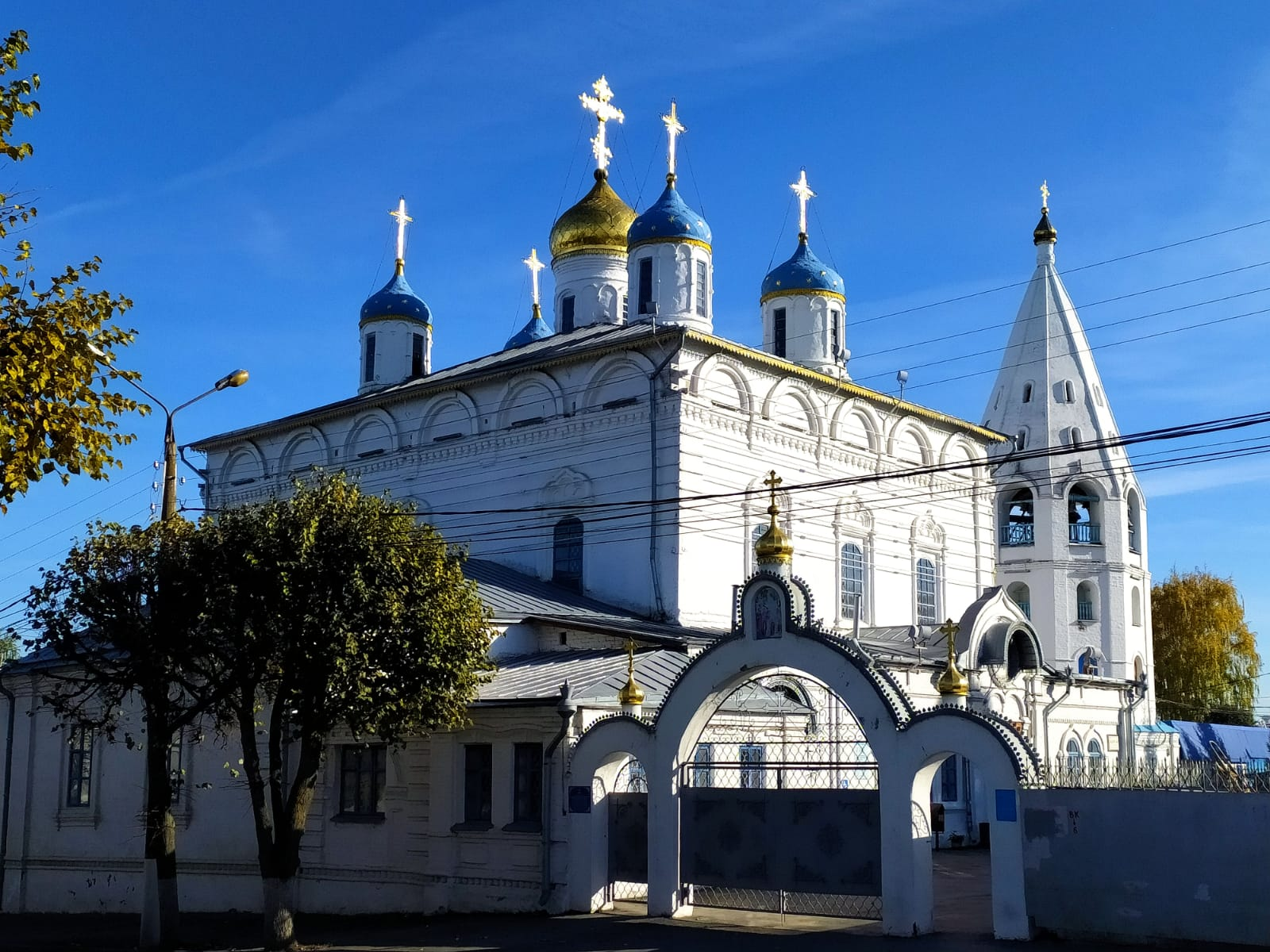
Catedral de la Presentació de la Mare de Déu al Temple a Xupaixkar

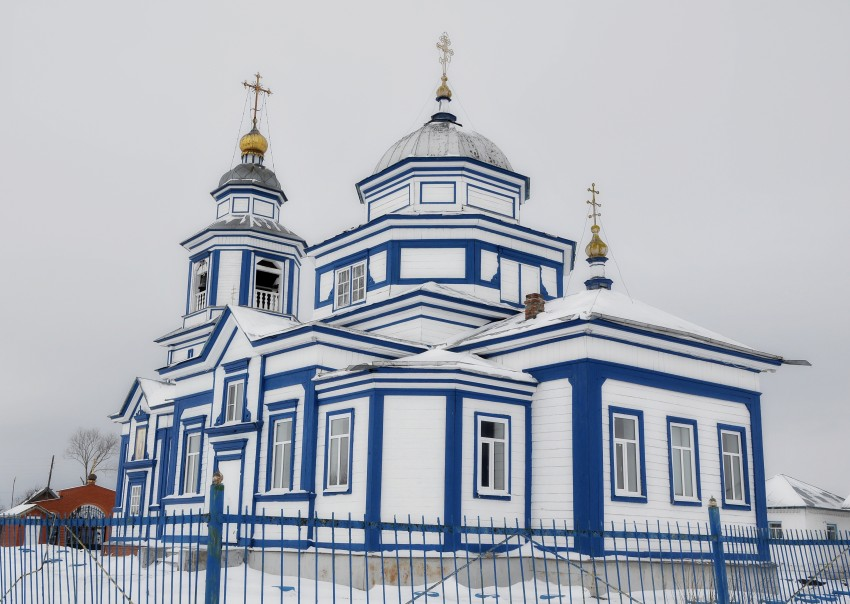
Església de Kazan (1888) a Lutski/Lútskoie (districte de Komsomolski)

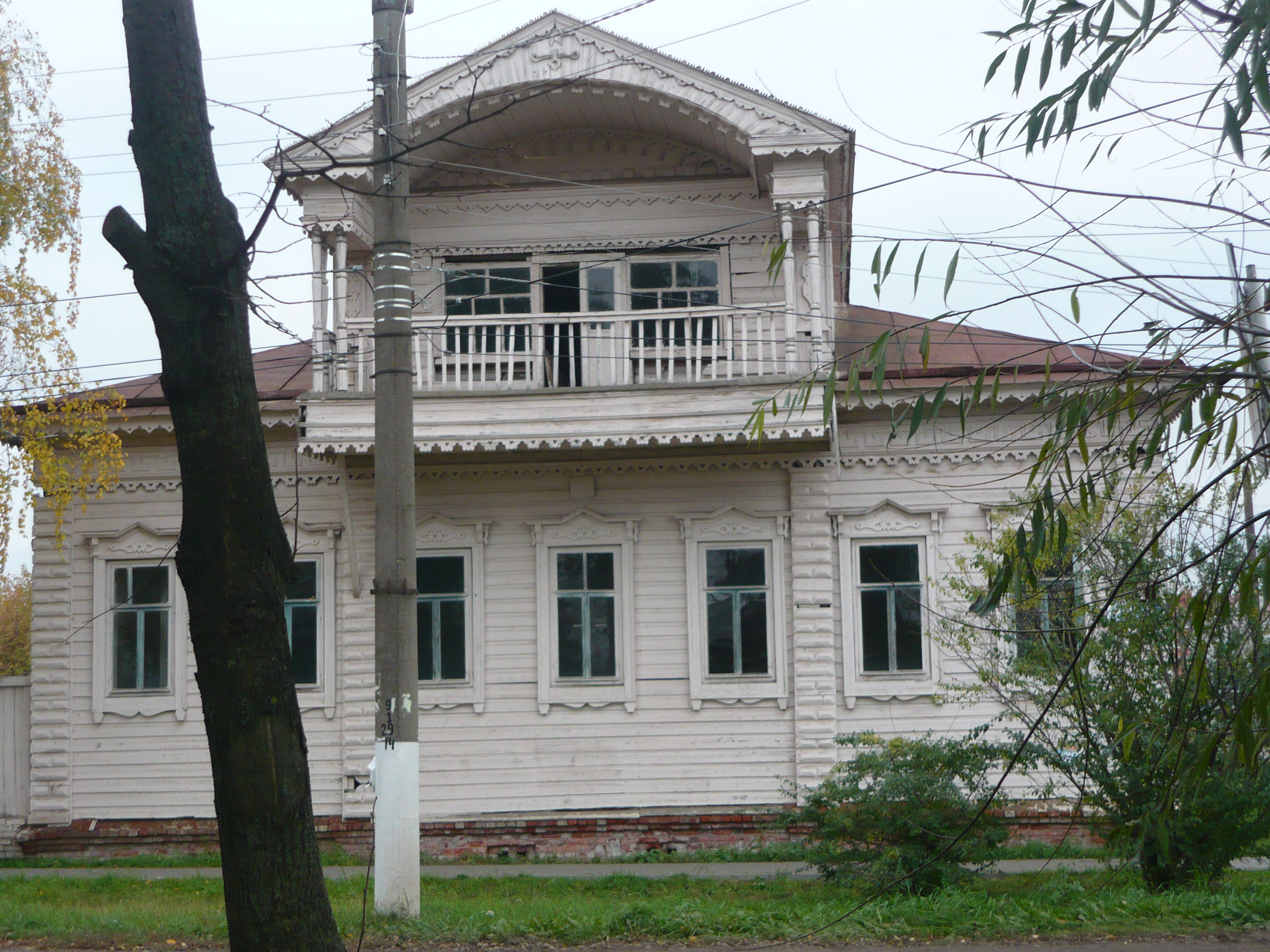
Casa Kurbàtov (1897) a Śĕrpü/Tsivilsk

El 2011, hi havia 682 obres catalogades com a «monuments arquitectònics» a Txuvàixia, incloses 54 d'importància federal. Cal destacar la catedral de la Presentació de la Mare de Déu al Temple (1651), l'església de la Mare de Déu de Vladímir (1720), el conjunt d'esglésies de la Resurrecció de Jesús (segle xviii), l'església de la Resurrecció (1758), el monestir de la Santíssima Trinitat (segles xviii-xix), la casa de la sal (1746), la casa Zeléisxikov (segle xviii), la casa Kadómtsev (segle xviii) i la casa Fiódor Iefrémov (1911) a Xupaixkar/Txeboksari; el monestir de la Mare de Déu de Tikhvin (segles xvii-xix), la catedral de la Trinitat (1734), l'església de Kazan (1735) i la casa Kurbàtov (1897) a Śĕrpü/Tsivilsk; les esglésies de sant Joan Baptista (1703), de la Nativitat de la Santíssima Mare de Déu (1747), de sant Nicolau (1779), de la Icona de la Mare de Déu de Kazan (1779-1893), el monestir de Sant Nicolau de Kíiv (1737-1764), l'antiga Escola Superior (1911) a Alàtir i l'església de la Trinitat (1829) i la casa Buràixnikov (1914) a Yetĕrne/Iadrin.